# Nicholas Hawksmoor
Nicholas Hawksmoor (Nottinghamshire, probablement 1661 - Millbank, Londres, 25 mars 1736) est un architecte britannique. Il est l'élève de Christopher Wren, à qui l'on doit notamment la cathédrale Saint-Paul de Londres. Il conçoit les tours de la façade de l'abbaye de Westminster à Londres et les plans initiaux de la Radcliffe Camera d'Oxford. Il participe également avec John Vanbrugh à l'élaboration des plans de Castle Howard.
Il réalise aussi six autres églises à Londres : l'Église Saint-Alfège de Greenwich, Christ Church Spitalfields, St Mary's Limehouse, St George in the East, St George Bloomsbury et St Mary Woolnoth.

## Biographie

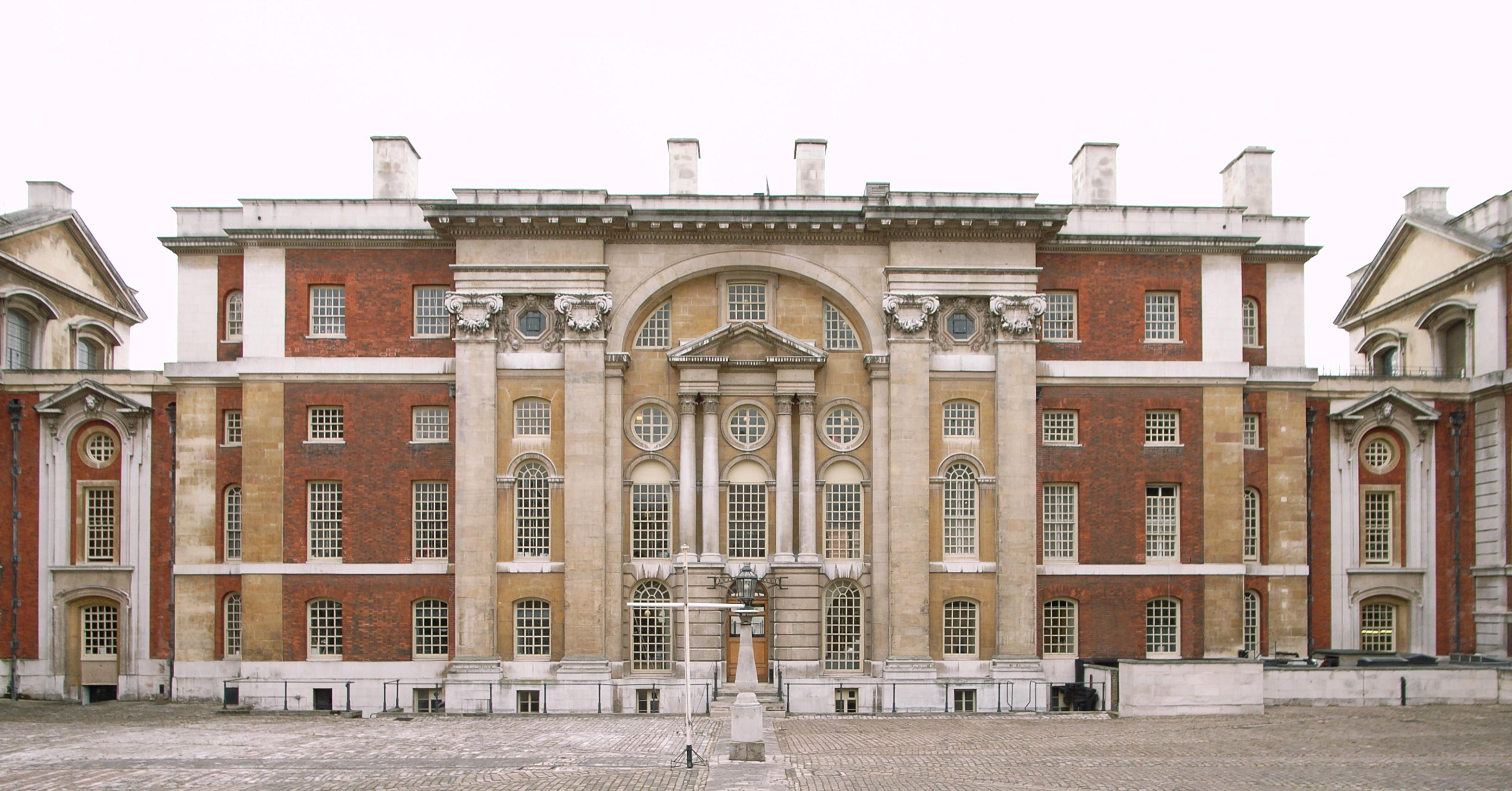
King William Block (1699–1702), Greenwich Hospital, façade ouest.

Hawksmoor est né en 1661, dans une famille de yeomen, à East Drayton ou Ragnall, dans le Nottinghamshire. À sa mort, il laisse des biens à proximité de Ragnall, Dunham ainsi qu'une maison et des terres à Great Drayton. On ne sait rien du lieu où il suit sa scolarité, mais il s'agit probablement d'un endroit où on enseignait plus que l'alphabétisation de base. George Vertue, dont la famille possède des biens dans la même partie du Nottinghamshire que Hawksmoor, écrit en 1731 qu'il a été pris comme jeune à titre d'employé par « Justice Mellust dans le Yorkshire, où M. Gouge senior avait fait quelques plafonds chantournés après que M. Haukesmore [sic] soit arrivé à Londres, qu'il soit devenu l'employé de Sr. Christopher Wren et de là, devenu architecte ».
Wren, ayant entendu parler de sa « compétence précoce » et de son « génie » pour l'architecture, le prend comme employé à l'âge de 18 ans. Un cahier d'esquisses qui a survécu contient des croquis et des notes du début, certains sont datés de 1680 et 1683 et concernent des bâtiments situés à Nottingham, Coventry, Warwick, Bath, Bristol, Oxford et Northampton. Ces dessins quelque peu amateurs, qui se trouvent aujourd'hui dans la Royal Institute of British Architects Drawings Collection (Collection de dessins de l'Institut Royal des Architectes Britanniques), montrent qu'à 22 ans, il apprend toujours les techniques de sa nouvelle profession. Son premier poste officiel est celui d'expert adjoint de Wren au palais de Winchester de 1683 à février 1685. La signature de Hawksmoor apparaît sur le contrat d'un briquetier pour le palais de Winchester (en) en novembre 1684. Wren le paie 2 shillings par jour en 1685 en tant qu'assistant dans son bureau de Whitehall.

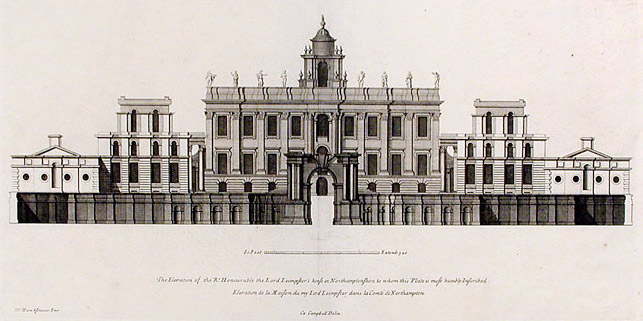
Easton Neston house, Northamptonshire (c.1695–1710); les ailes secondaires adjacentes et la coupole ne furent jamais construites.

Vers 1864 jusqu'à environ 1700, Hawksmoor travaille avec Christopher Wren sur des projets tels que l'Hôpital royal de Chelsea, la cathédrale Saint-Paul, le château de Hampton Court et l'Hôpital de Greenwich (en). Grâce à l'influence de Wren comme expert en chef, Hawksmoor est nommé responsable des travaux au palais de Kensington (1689) et expert adjoint aux travaux à Greenwich (1705). En 1718, lorsque Wren est remplacé par le nouvel expert amateur, William Benson, Hawksmoor se voit privé de son double poste afin d'offrir ces emplois au frère de Benson. « Pauvre Hawksmoor, » écrit Vanbrugh en 1721. C'est seulement en 1726, après la mort de Hewett, le successeur de William Benson, que Hawksmoor reprend des fonctions de secrétaire, bien que ce ne soit point les fonctions de cléricature qui reviennent à Filtcroft. En 1696, Hawksmoor est nommé expert des commissaires aux égouts pour Westminster, mais il est renvoyé en 1700, après avoir négligé, les derniers temps, de se rendre au tribunal pendant plusieurs jours.

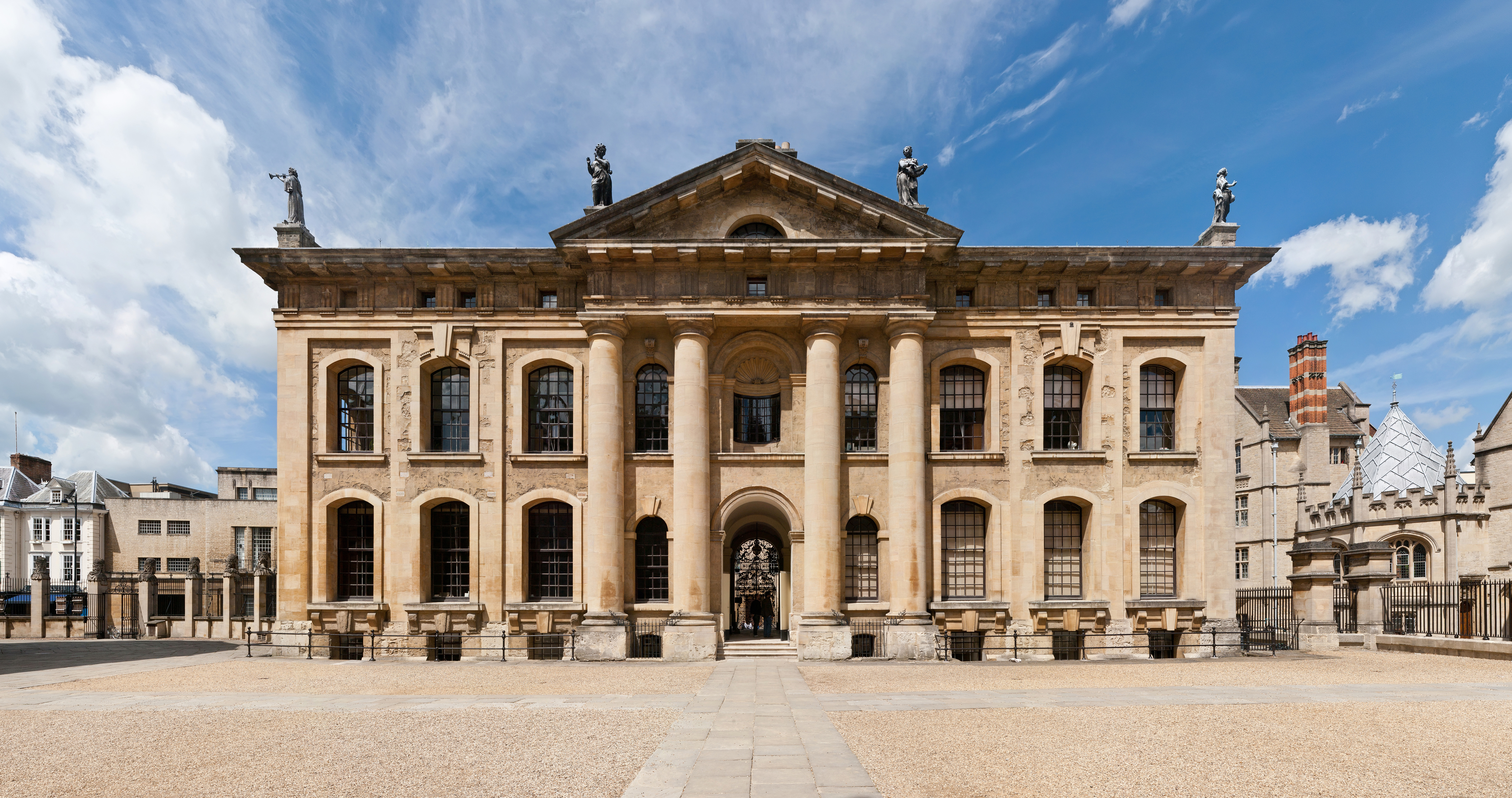
Clarendon Building (1712–13), Oxford, façade sud.

Il travaille ensuite pendant un certain temps avec Sir John Vanbrugh, lui apportant de l'aide pour le palais de Blenheim pour John Churchill, 1er duc de Marlborough, il en est responsable à partir de 1705, après la rupture définitive entre Vanbrugh et l'exigeante duchesse de Marlborough, il l'assiste également pour le château Howard pour Charles Howard, qui devient plus tard le 3e comte de Carlisle. En juillet 1721, John Vanbrugh fait de Hawksmoor son adjoint à titre de contrôleur des travaux. Il ne fait aucun doute que Hawksmoor apporte au brillant amateur toutes les bases professionnelles qu'il a reçues de Wren, mais il est également possible de soutenir l'idée que le développement architectural de Wren provenait de la persuasion de son élève officiel, Hawksmoor.
En 1700, Hawksmoor est déjà devenu une personnalité architecturale majeure, et dans les 20 années qui suivent, il s'avère être l'un des grands maîtres du Baroque anglais. Son style baroque, soulignant une architecture quelque peu classique et gothique, provient de son exploration de l'Antiquité, de la Renaissance, du Moyen Âge anglais et du Baroque italien (en) contemporain. Contrairement à beaucoup de ses riches contemporains, Hawksmoor ne s'est jamais rendu en Italie dans le cadre d'un Grand Tour, où il aurait pu être influencé par le style de l'architecture de ce pays. Il étudie à la place des gravures, tout particulièrement celles de monuments de la Rome antique et des reconstructions du Temple de Salomon.
En 1702, Hawksmoor conçoit dans le Northamptonshire la maison de campagne baroque Easton Neston house pour Sir William Fermor. C'est la seule maison de campagne (« country house » en anglais) pour laquelle il est le seul architecte, bien qu'il ait largement rénové Ockham House pour Lord Chief Justice King, aujourd'hui en grande partie détruite. Easton Neston n'est pas achevée comme il le souhaitait, les ailes adjacentes ainsi que la colonnade à l'entrée restant non exécutées.

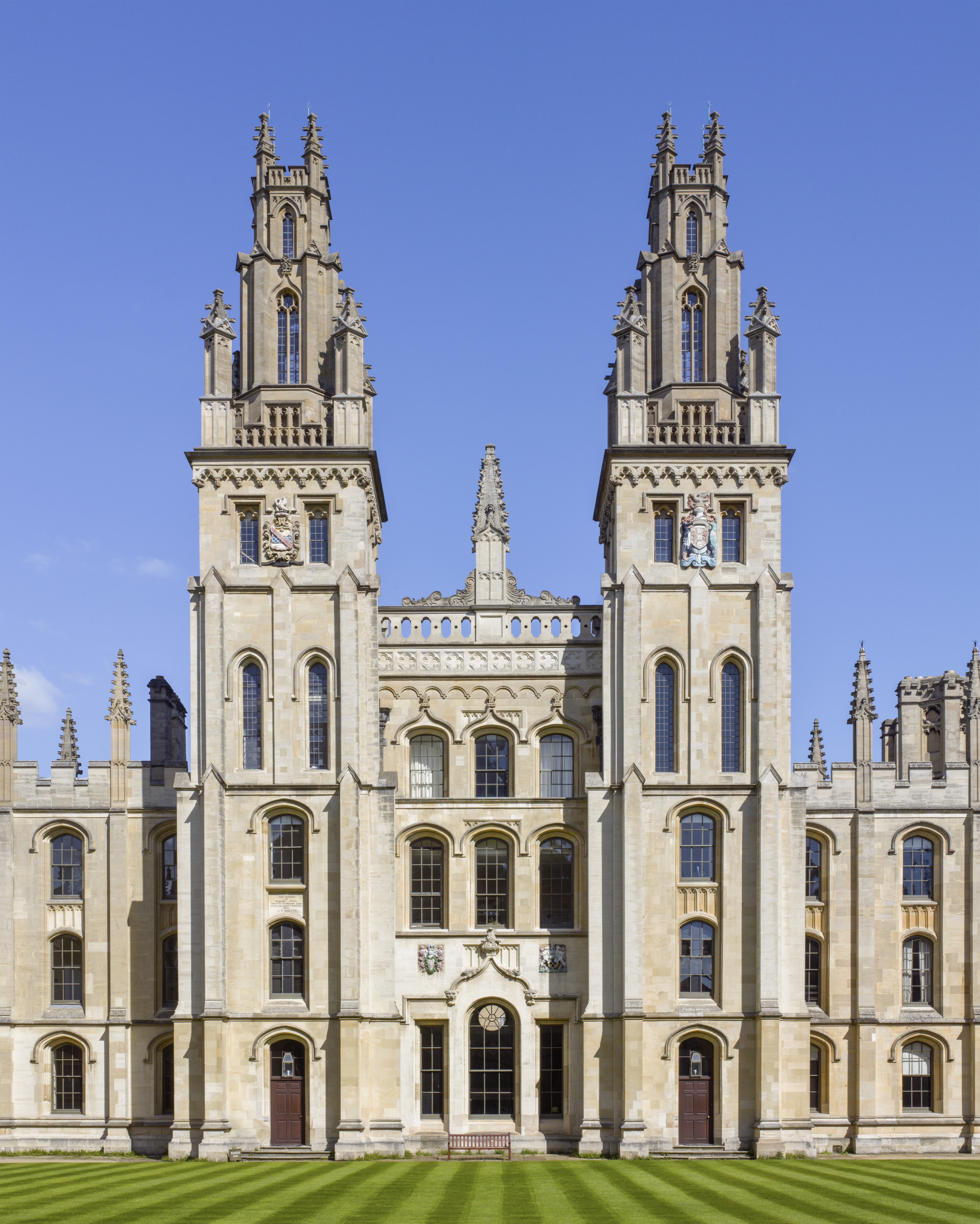
Nouveaux bâtiments de Hawksmoor pour All Souls College, Oxford

Alors qu'il approche les 50 ans, Hawksmoor commence à travailler pour les universités d'Oxford et de Cambridge. En 1713, il est chargé de terminer King's College dont le plan est le suivant : un bâtiment pour les boursiers (Fellows'Building) sur King's Parade, et en face de la chapelle, une gamme monumentale de bâtiments contenant la grande salle (Great Hall), des cuisines, et au sud, la bibliothèque et la loge du doyen (Provost's Lodge). Les plans et les modèles en bois sont conservés mais ils s'avèrent trop coûteux et Hawksmoor réalise une seconde conception revue à la baisse. Mais le collège qui avait beaucoup investi dans la Compagnie des mers du Sud perd son argent lorsque la "bulle" éclate en 1720. Par conséquent, le projet de Hawksmoor ne voit jamais le jour; mais le collège est développé plus tard au XVIIIe siècle par James Gibbs et au début du XIXe siècle par William Wilkins. Dans les années 1690, Hawksmoor fait des propositions pour la bibliothèque du Queen's College, Oxford. Cependant, comme ce fut le cas pour de nombreuses propositions concernant les deux universités, comme pour le All Souls College, la Radcliffe Science Library (en), le Brasenose College et le Magdalen College d'Oxford, la bibliothèque ne voit jamais le jour.
Après la mort de Wren en 1723, Hawksmoor est nommé expert de l'abbaye de Westminster. Le Parlement a voté 100 £ pour la réparation et l'achèvement de l'abbaye en 1698. Les tours situées à l'ouest de l'abbaye sont conçues par Hawksmoor, mais achevées seulement après sa mort.
Hawksmoor conçoit de grands projets de reconstruction pour le centre d'Oxford mais la plupart d'entre eux ne voient pas le jour. L'idée est celle d'une bibliothèque ronde pour la Radcliffe Camera, mais cette commission revient à James Gibbs, en raison de la mort prématurée de Hawksmoor. Il élabore le Clarendon Building (en) à Oxford; la Codrington Library, ainsi que de nouveaux bâtiments au All Souls College, Oxford; des parties du Worcester College, Oxford avec Sir George Clarke; l'écran de High Street à The Queen's College, Oxford et six nouvelles églises à Londres.

## Les six églises d'Hawksmoor à Londres

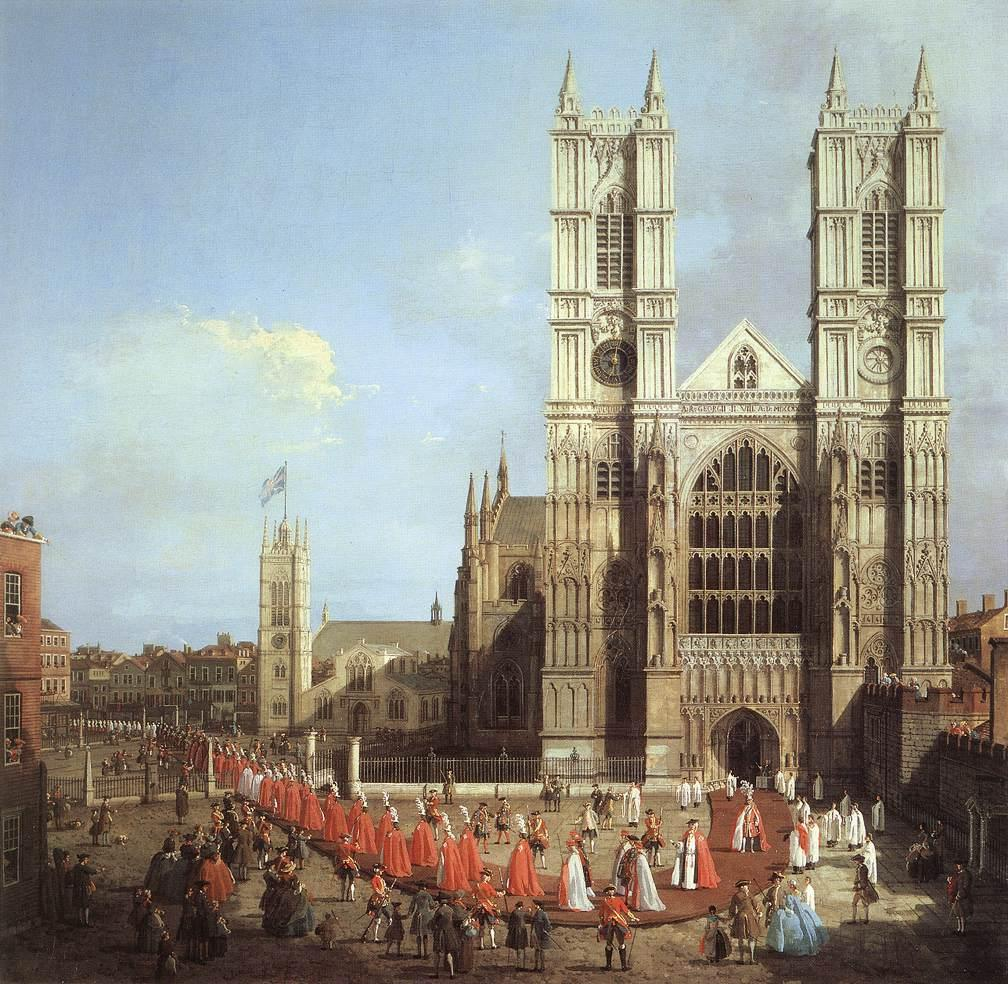
Extrémité ouest de l'abbaye de Westminster avec les tours de Hawksmoor, peintes par Canaletto en 1749.

En 1711, le parlement adopte l'Act for the building of Fifty New Churches in the Cities of London and Westminster or the Suburbs thereof, une loi établissant une commission (en) dont font partie Christopher Wren, John Vanbrugh, Thomas Archer (en) et un certain nombre d'ecclésiastiques. La commission nomme Hawksmoor et William Dickinson (en) experts. En tant qu'architectes chargés de superviser, ils ne devaient pas nécessairement concevoir toutes les églises eux-mêmes. Dickinson quitte son poste en 1713 et est remplacé par James Gibbs. Gibbs perd sa fonction en 1716 et est remplacé par John James. James et Hawksmoor restent en fonction jusqu'à la dissolution de la commission en 1733. La baisse de l'enthousiasme de la commission, et les frais engendrés par les bâtiments, font que seulement douze églises sont achevées, six conçues par Hawksmoor, et deux par James en collaboration avec Hawksmoor. Les deux réalisations communes sont St Old Street (en)(1727-1733) et St John Horsleydown (en) (1727-1733), pour lesquelles la contribution de Hawksmoor semble avoir été largement confinée aux tours et leurs extraordinaires clochers.
Les six églises entièrement conçues par Hawksmoor sont l'église Saint-Alfège de Greenwich, l'église Saint-George de Bloomsbury, Christ Church de Spitalfields (en), St George in the East (en) de Wapping, St Mary Woolnoth (en) et l'église Saint-Anne de Limehouse (en). Ce sont ses œuvres architecturales les plus connues et réalisées par lui seul, elles peuvent être comparées dans leur complexité d'interpénétration des espaces internes avec le travail contemporain en Italie de Francesco Borromini. Leurs clochers ont des contours de style essentiellement gothique, et les détails soulignent une architecture classique innovante et imaginative. Bien que Hawksmoor et John James ne fassent plus partie de la commission en 1733, ils continuent à percevoir une rémunération « pour poursuivre et finir les travaux qui leur sont confiés » jusqu'à la mort de James.

### Galerie d'églises

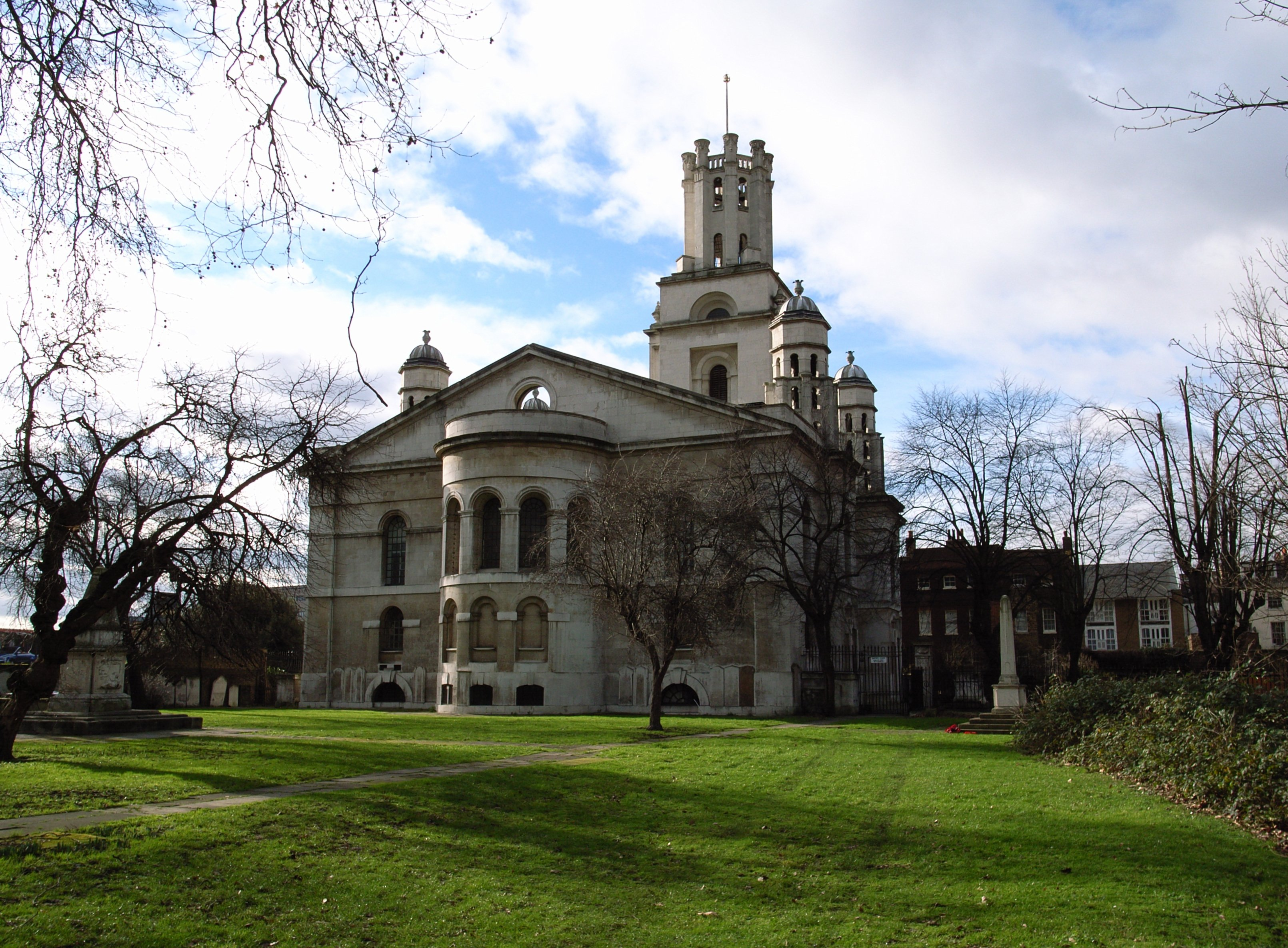
St George in the East (1714–29), vue du nord-est

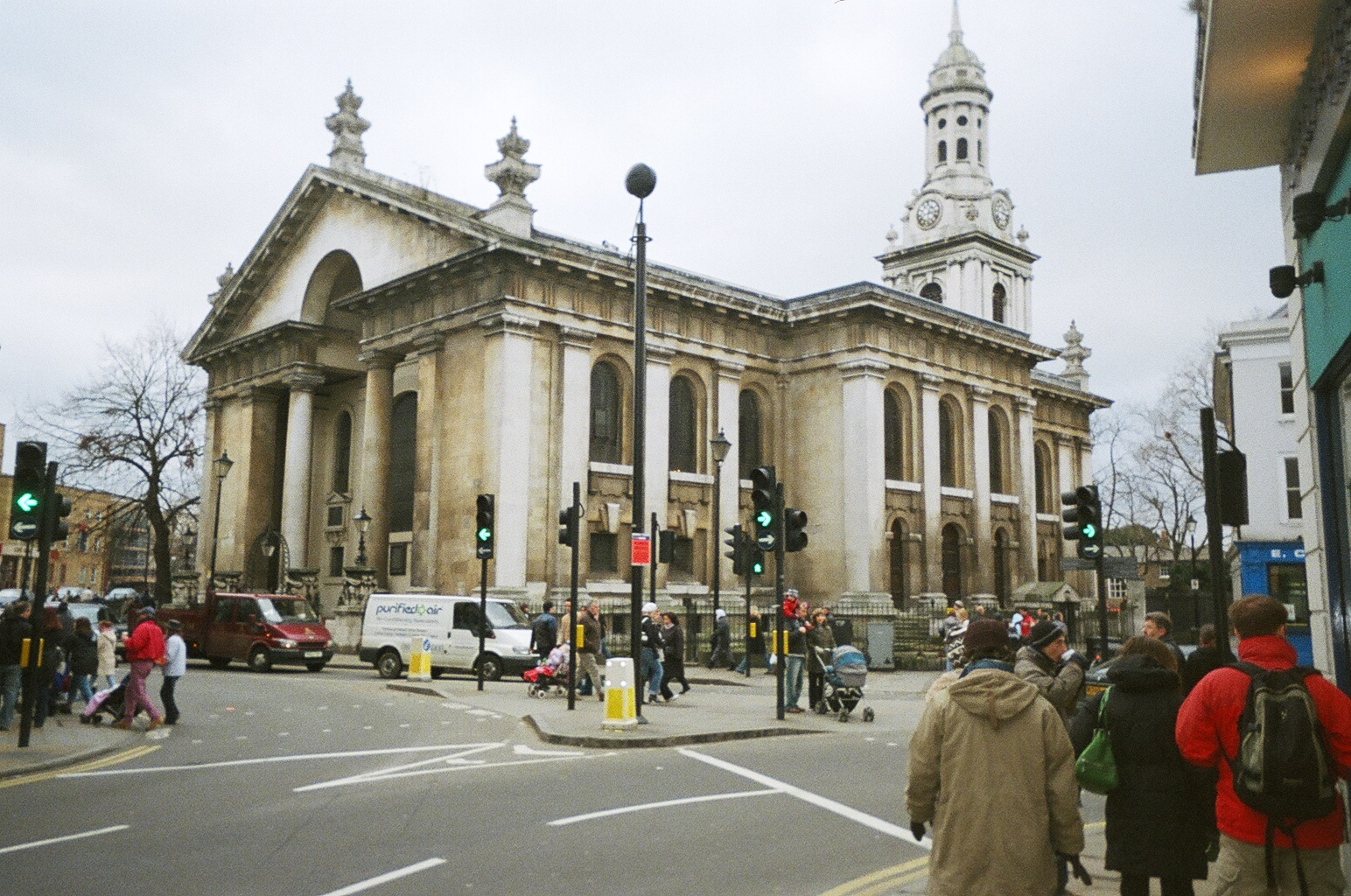
St Alphege's Greenwich (1712–18), vue du nord-est.
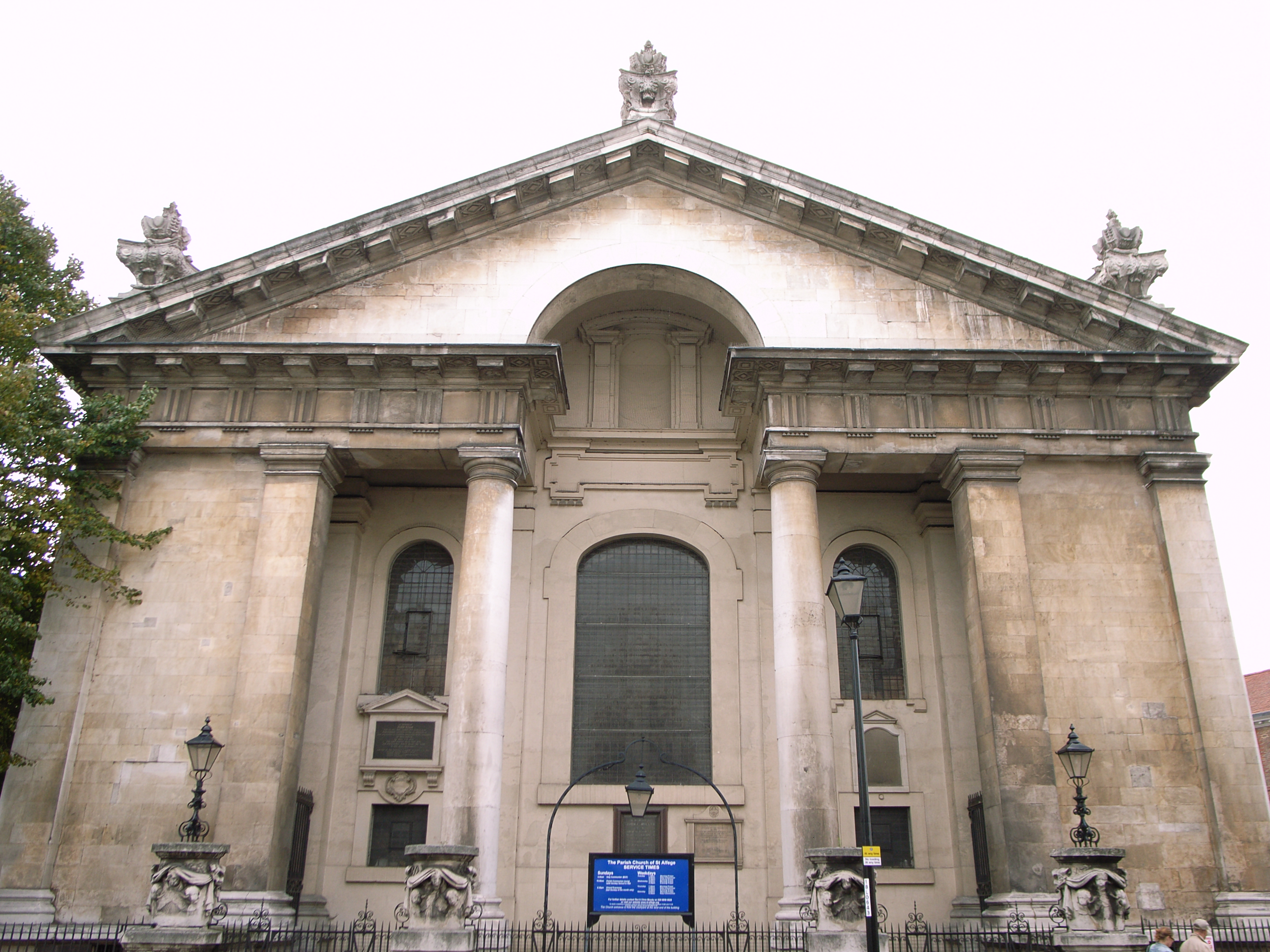
St Alphege's Greenwich (1712–18), façade est.
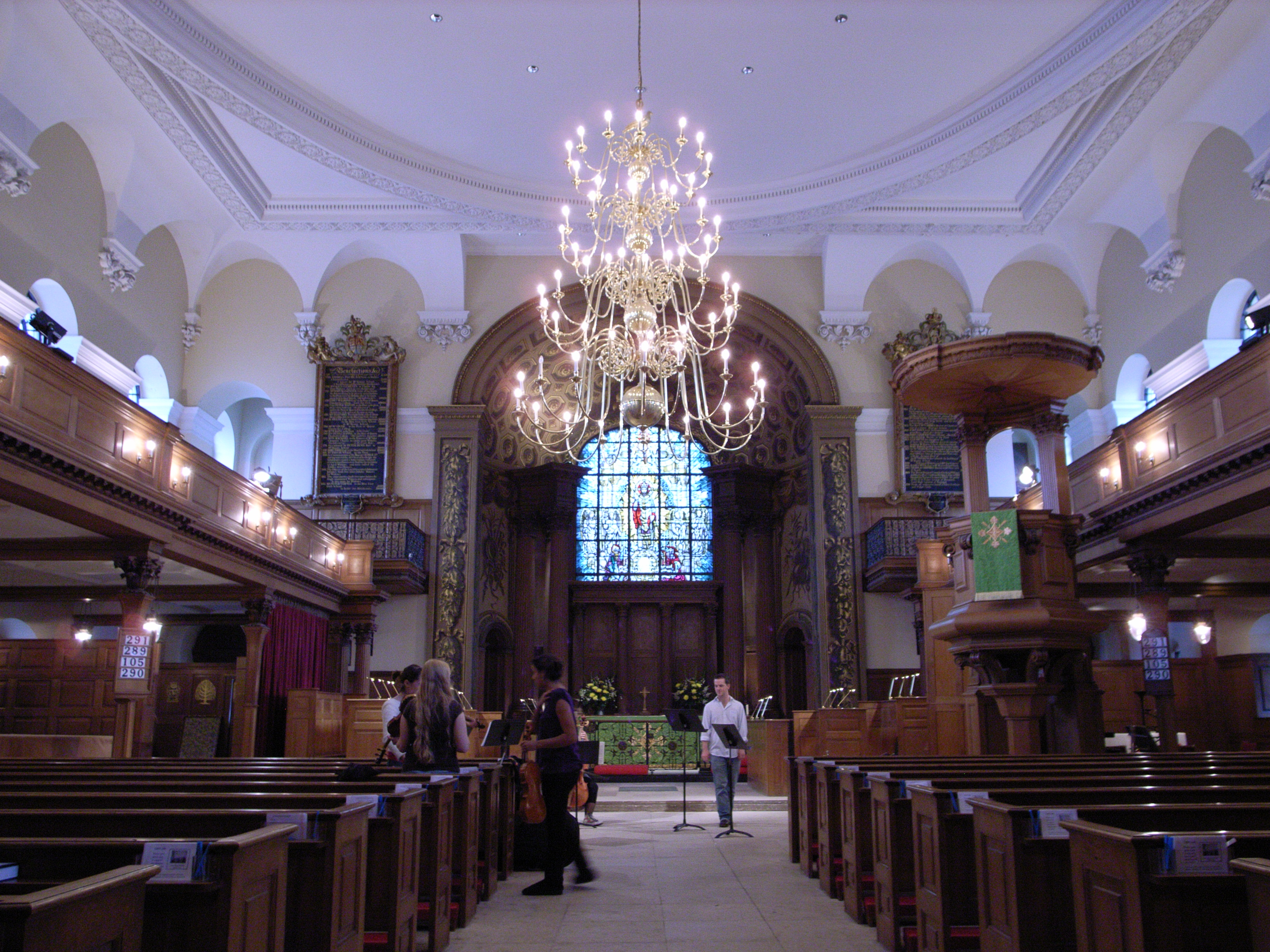
St Alphege's Greenwich (1712–18), intérieur tourné vers l'est.
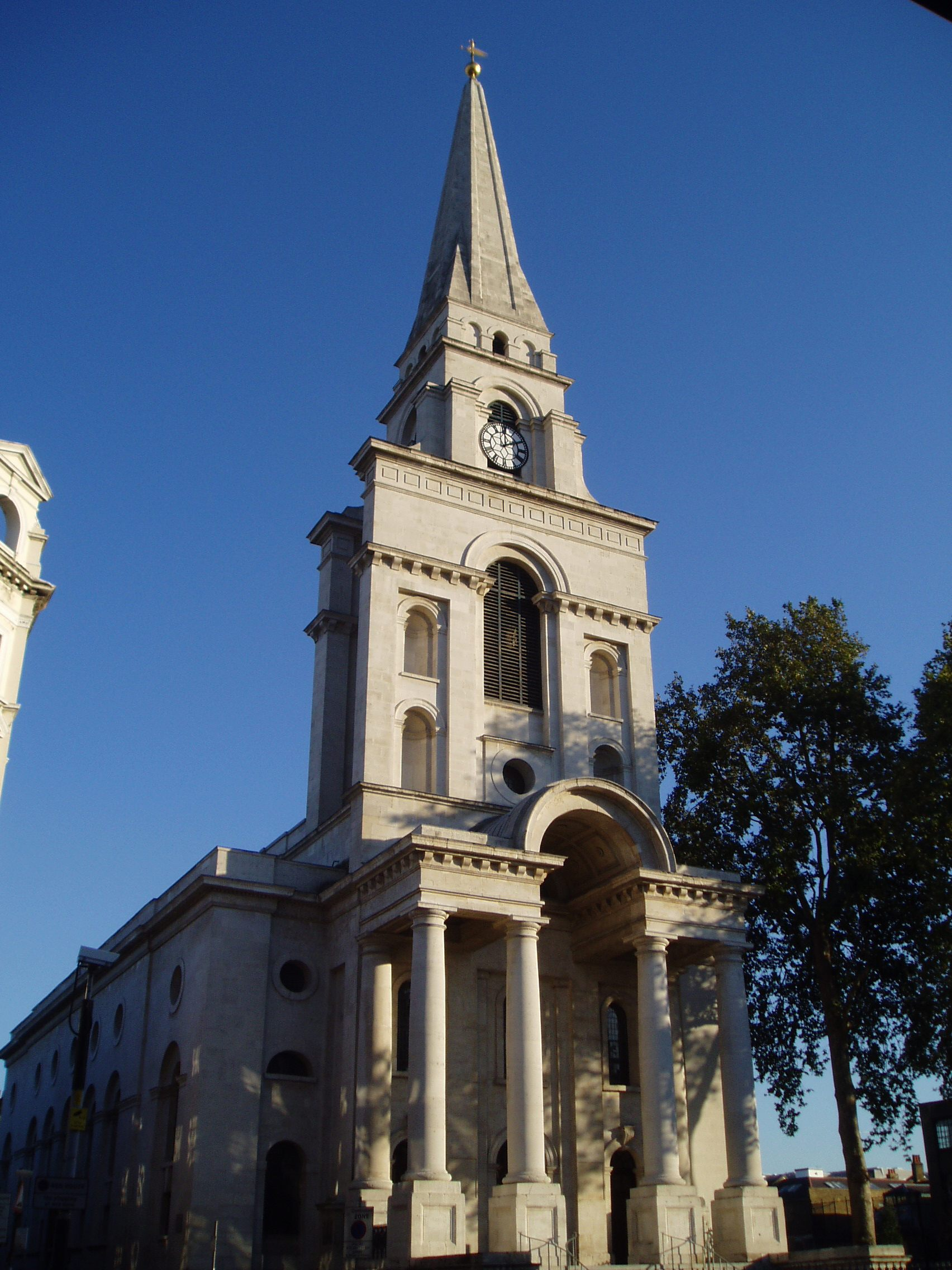
Christ Church Spitalfields (1714–29), façade ouest.
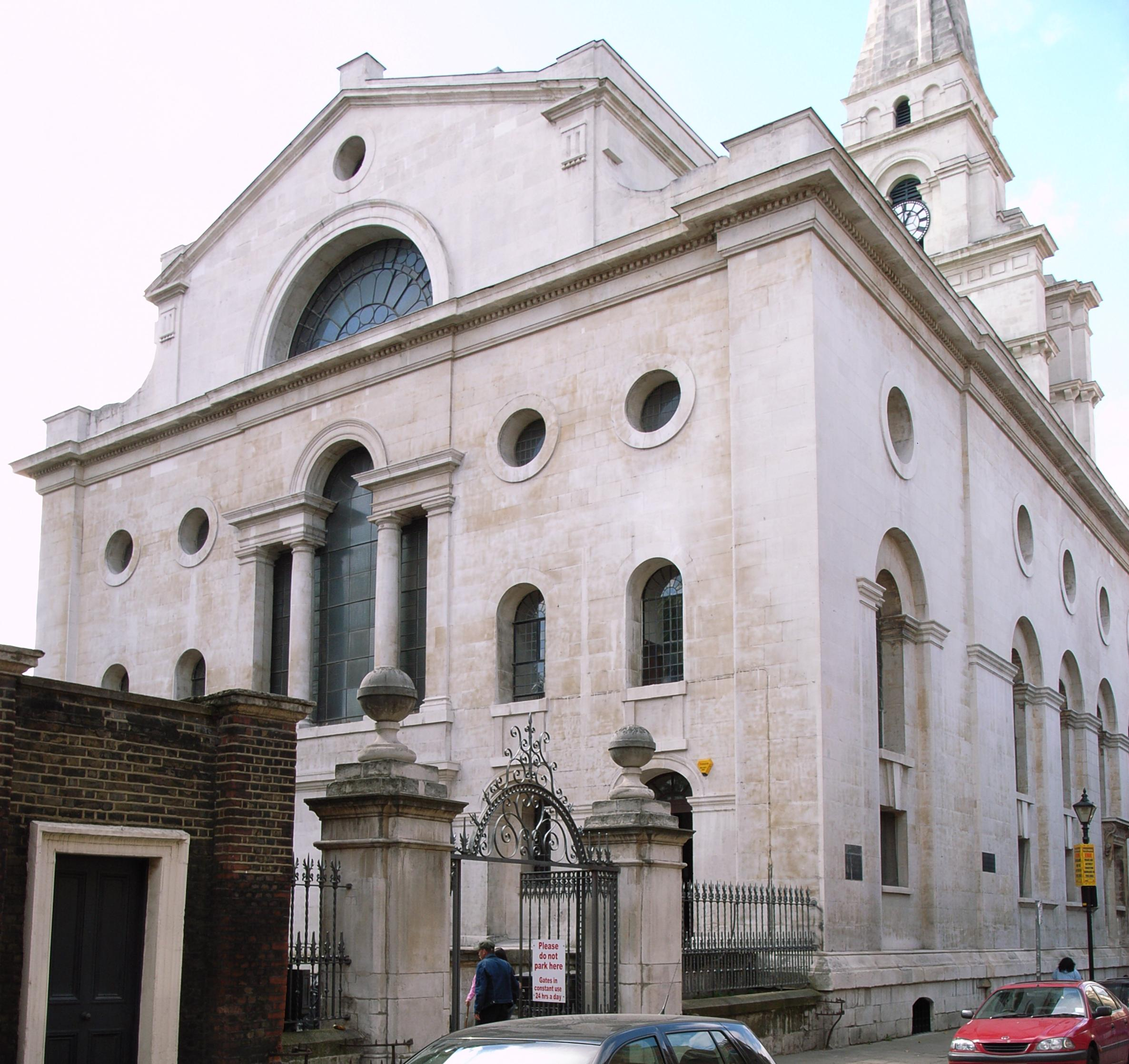
Christ Church Spitalfields (1714–29), extrémité est.
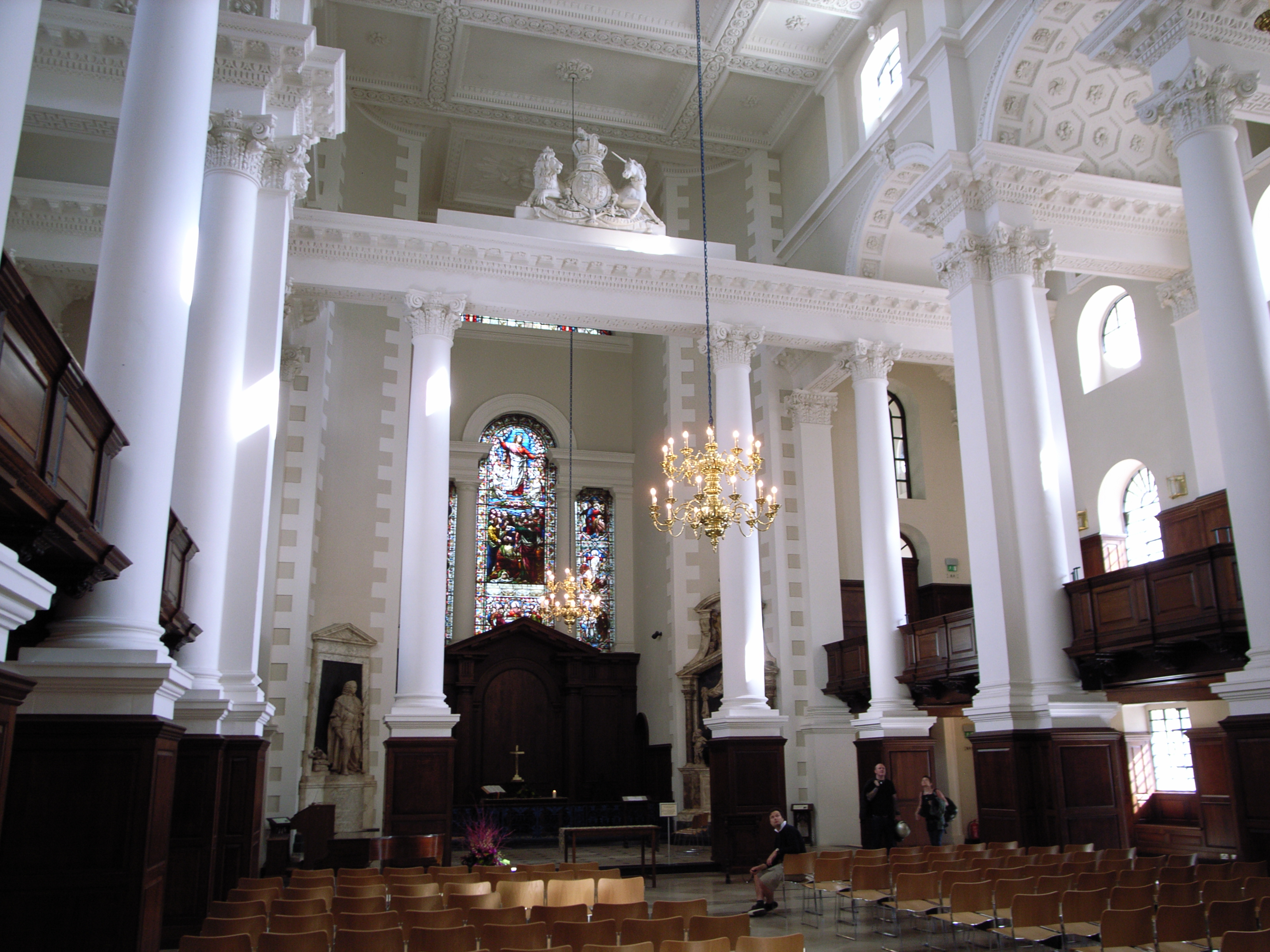
Christ Church Spitalfields (1714–29), intérieur tourné vers l'est.
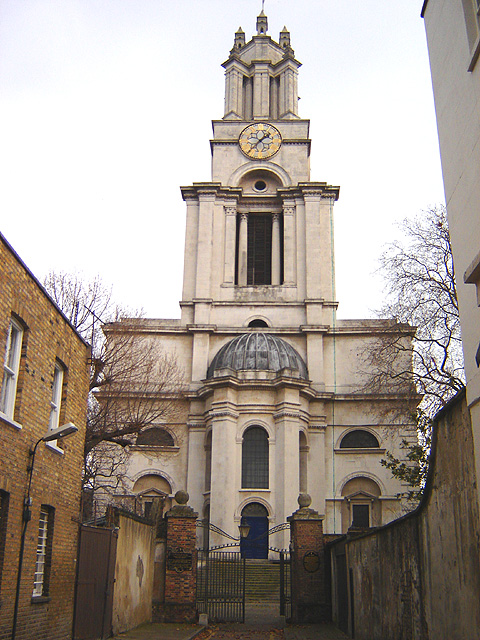
St. Anne's Limehouse (1714–30), façade ouest.
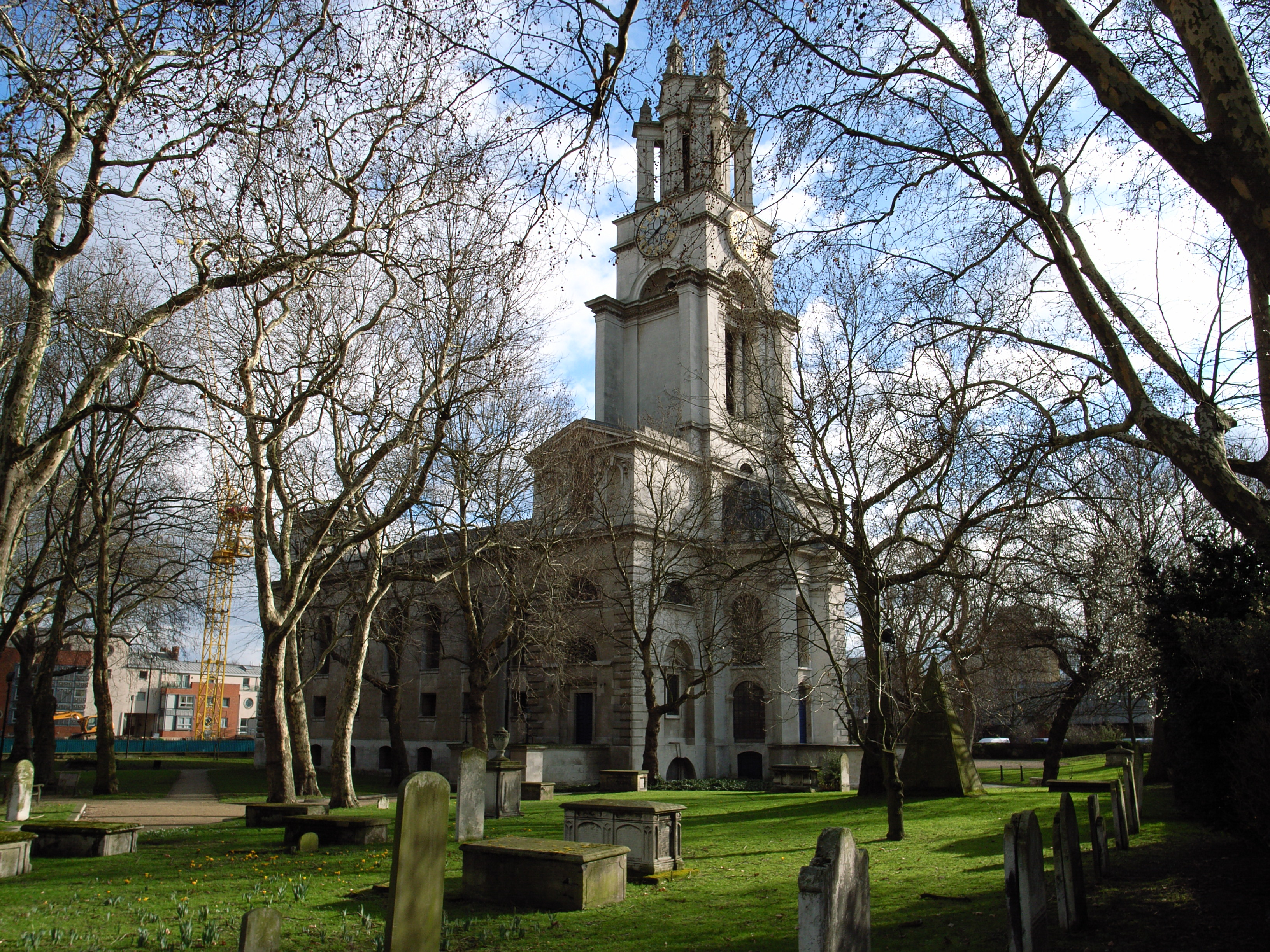
St. Anne's Limehouse (1714–30), vue du nord-ouest.
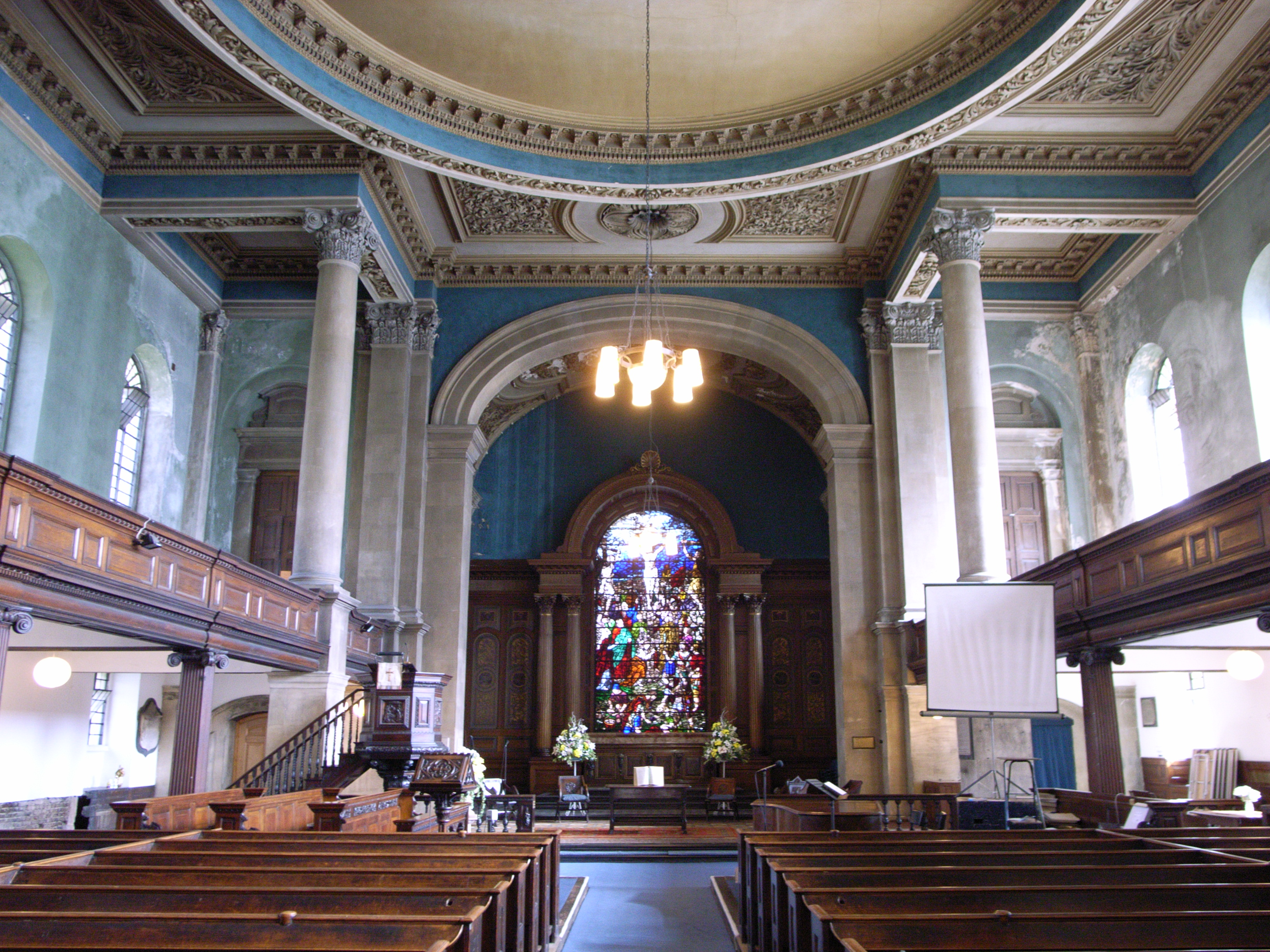
St. Anne's Limehouse (1714–30), intérieur tourné vers l'est.
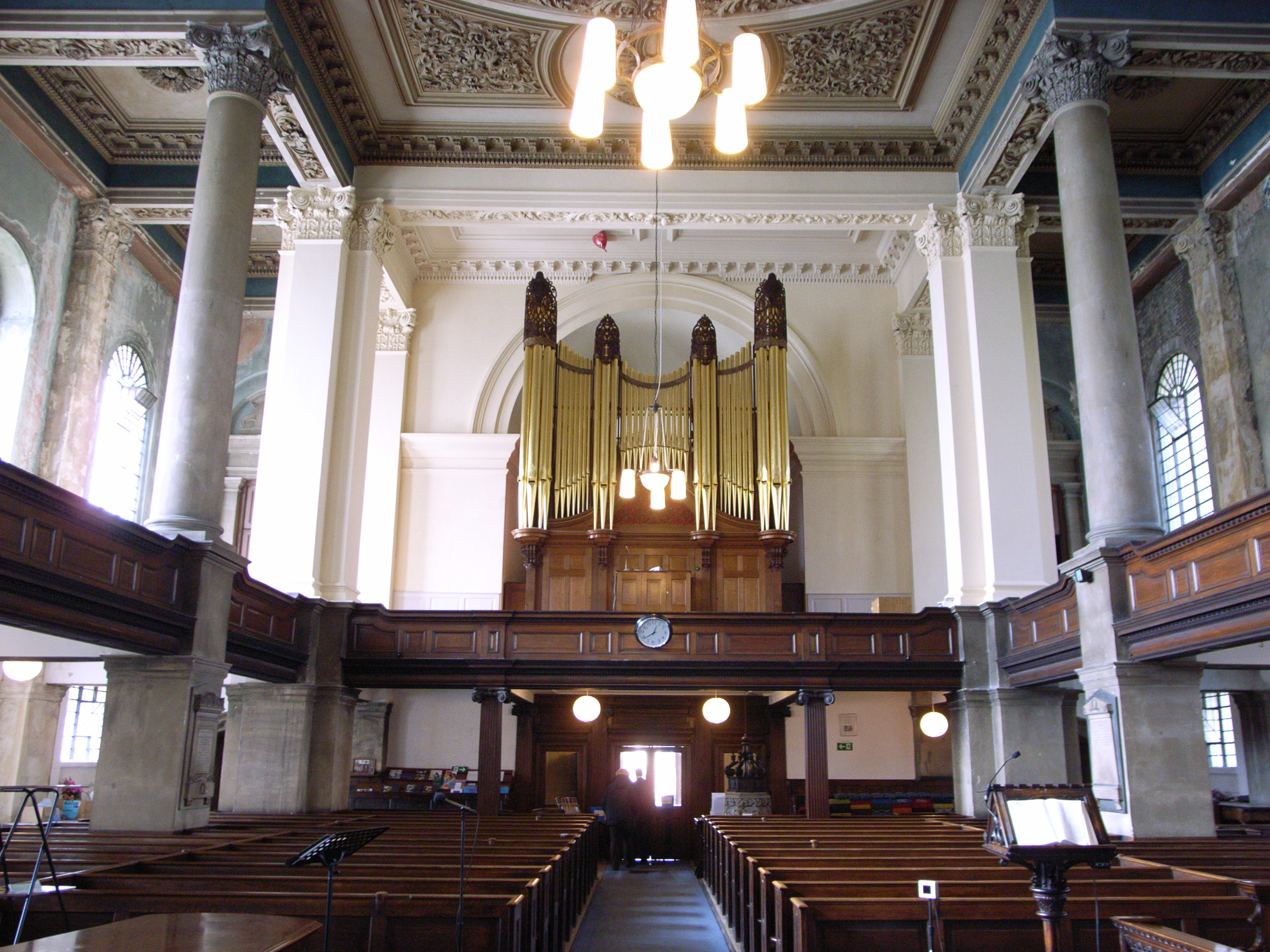
St. Anne's Limehouse (1714–30), intérieur tourné vers l'ouest.
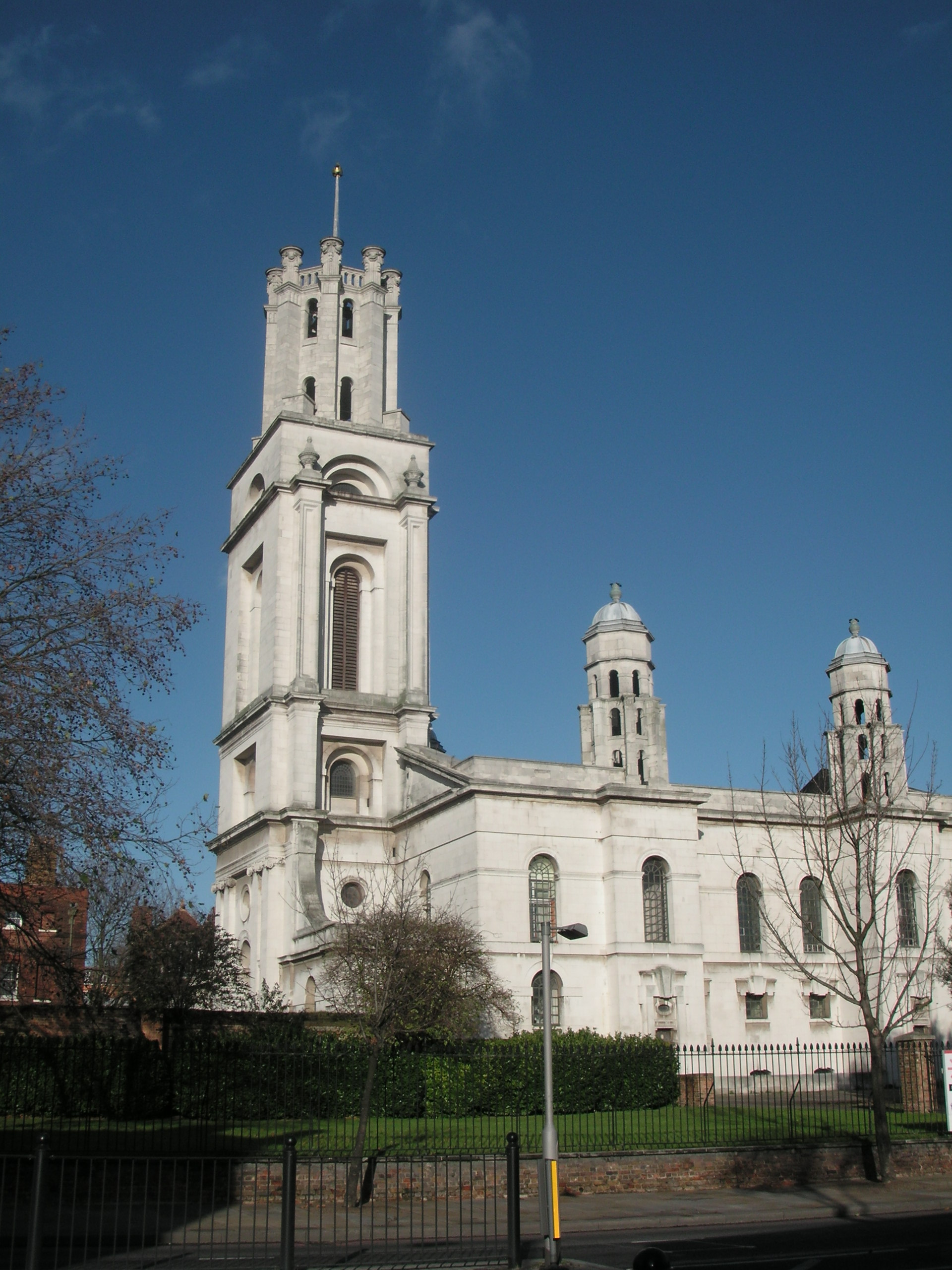
St. George in the East (1714–29), vue du sud-ouest.
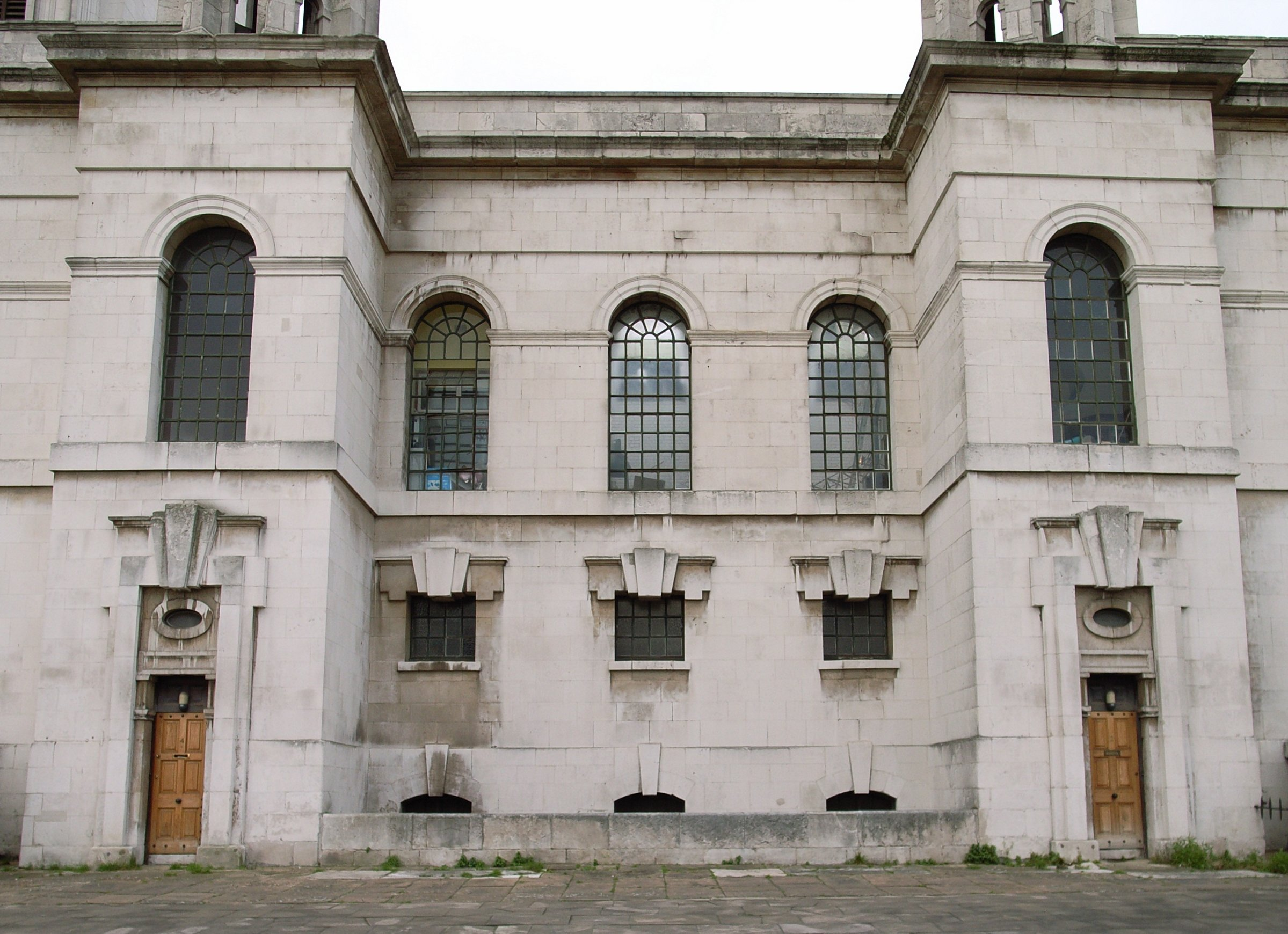
St. George in the East (1714–29), détail de la façade sud.
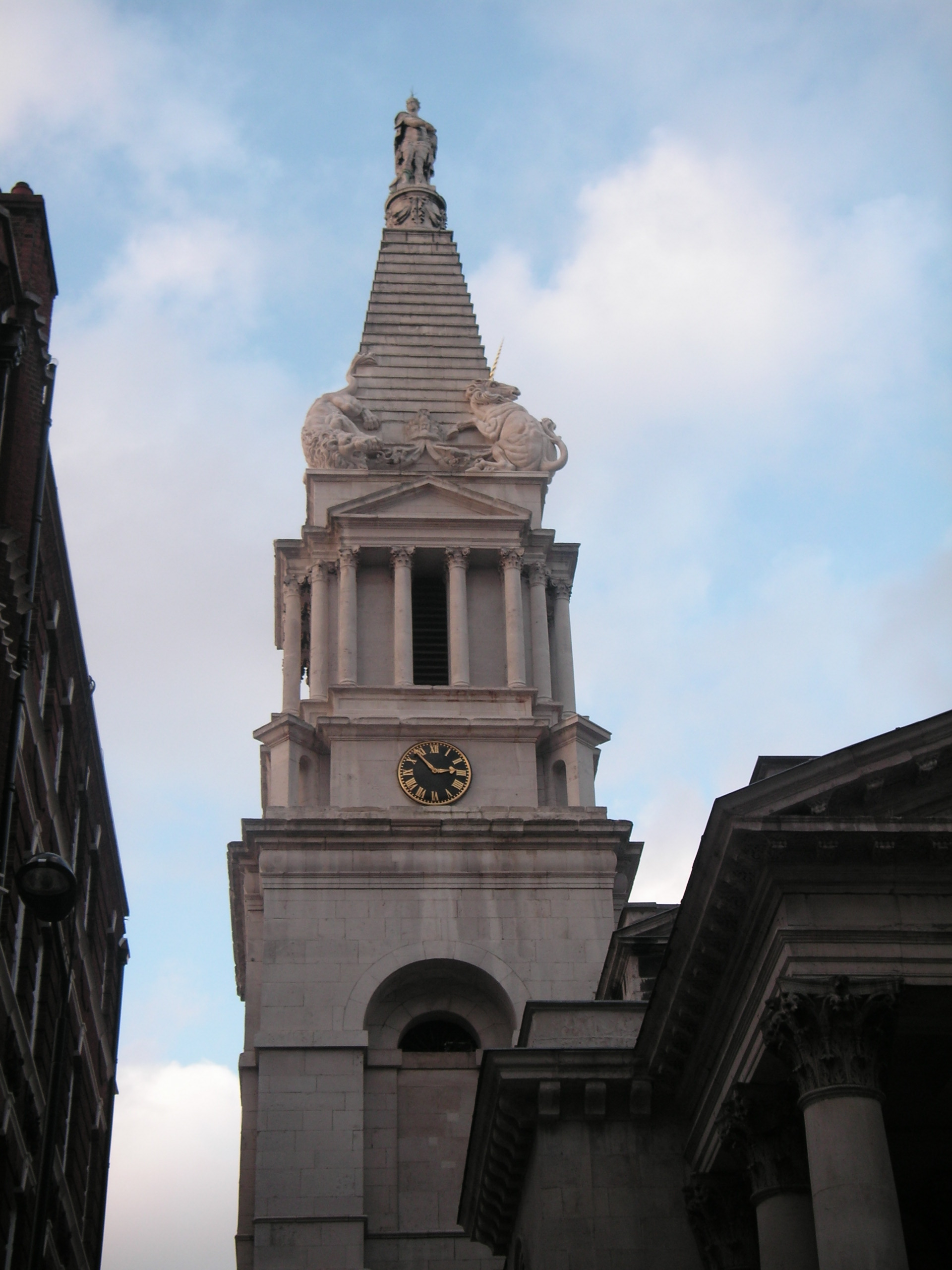
St. George's Bloomsbury (1716–1731), tour.
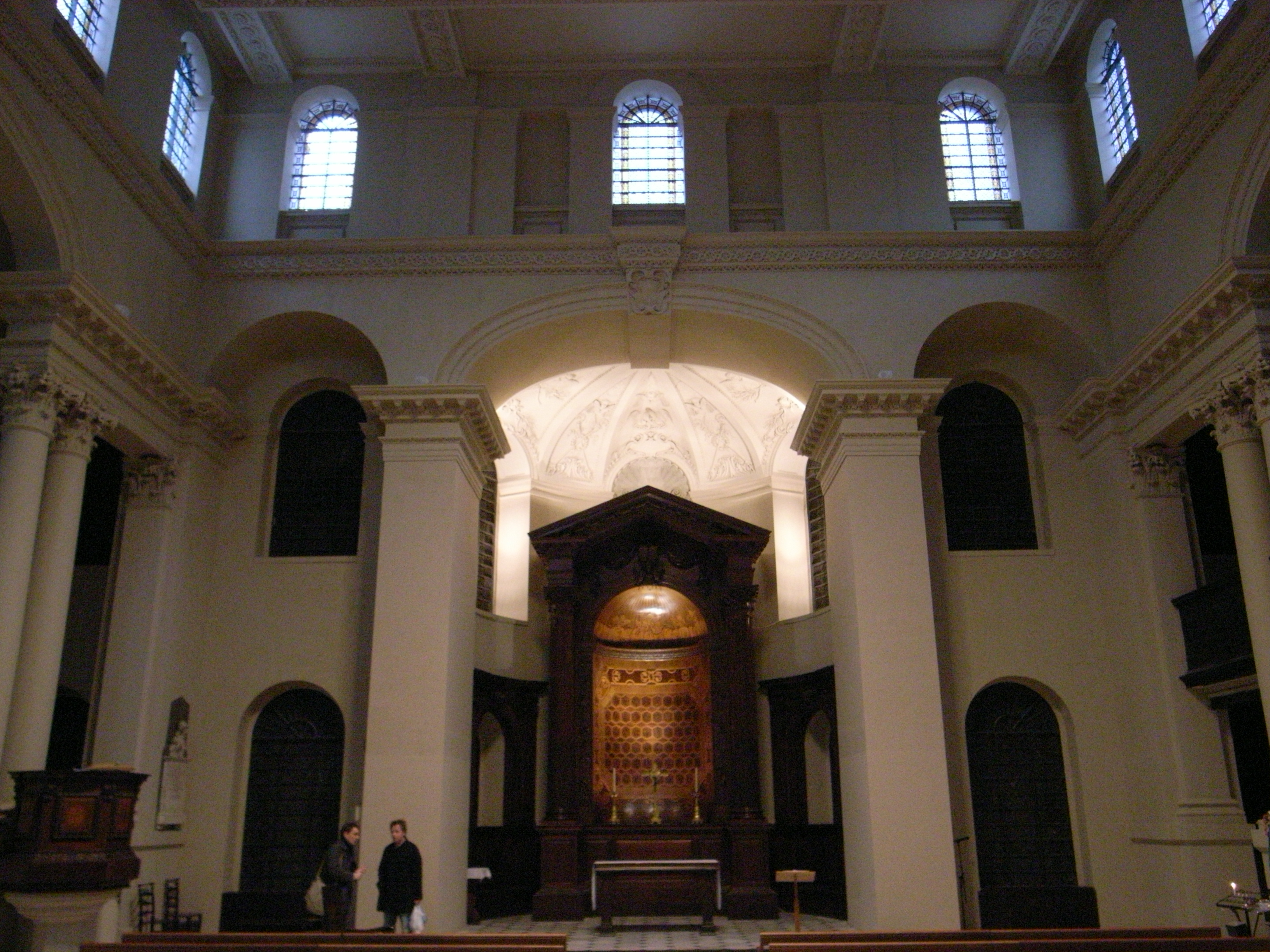
St. George's Bloomsbury (1716–1731), intérieur tourné vers l'est.
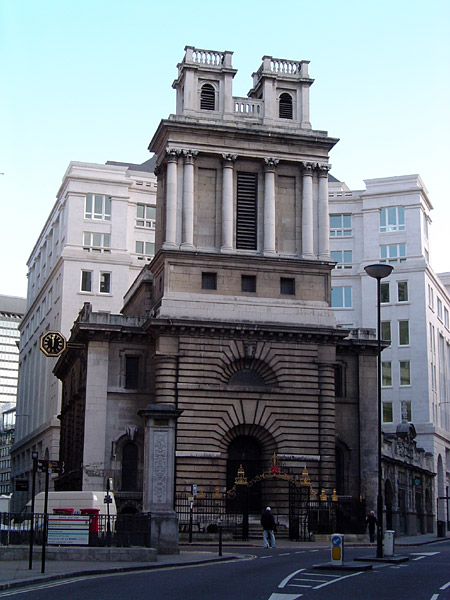
St. Mary Woolnoth (1716–23), façade ouest.
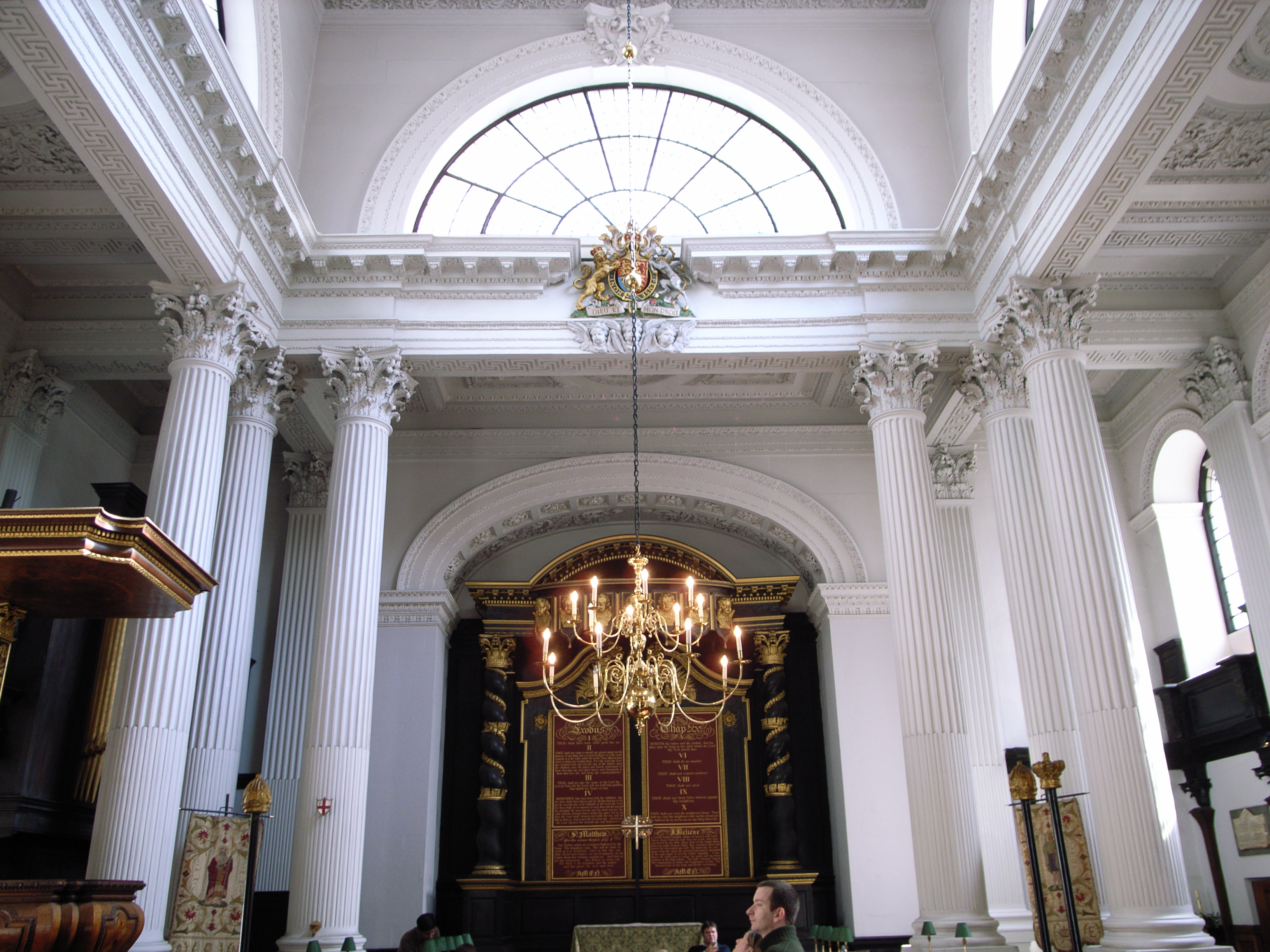
St. Mary Woolnoth (1716–23), intérieur tourné vers l'est.
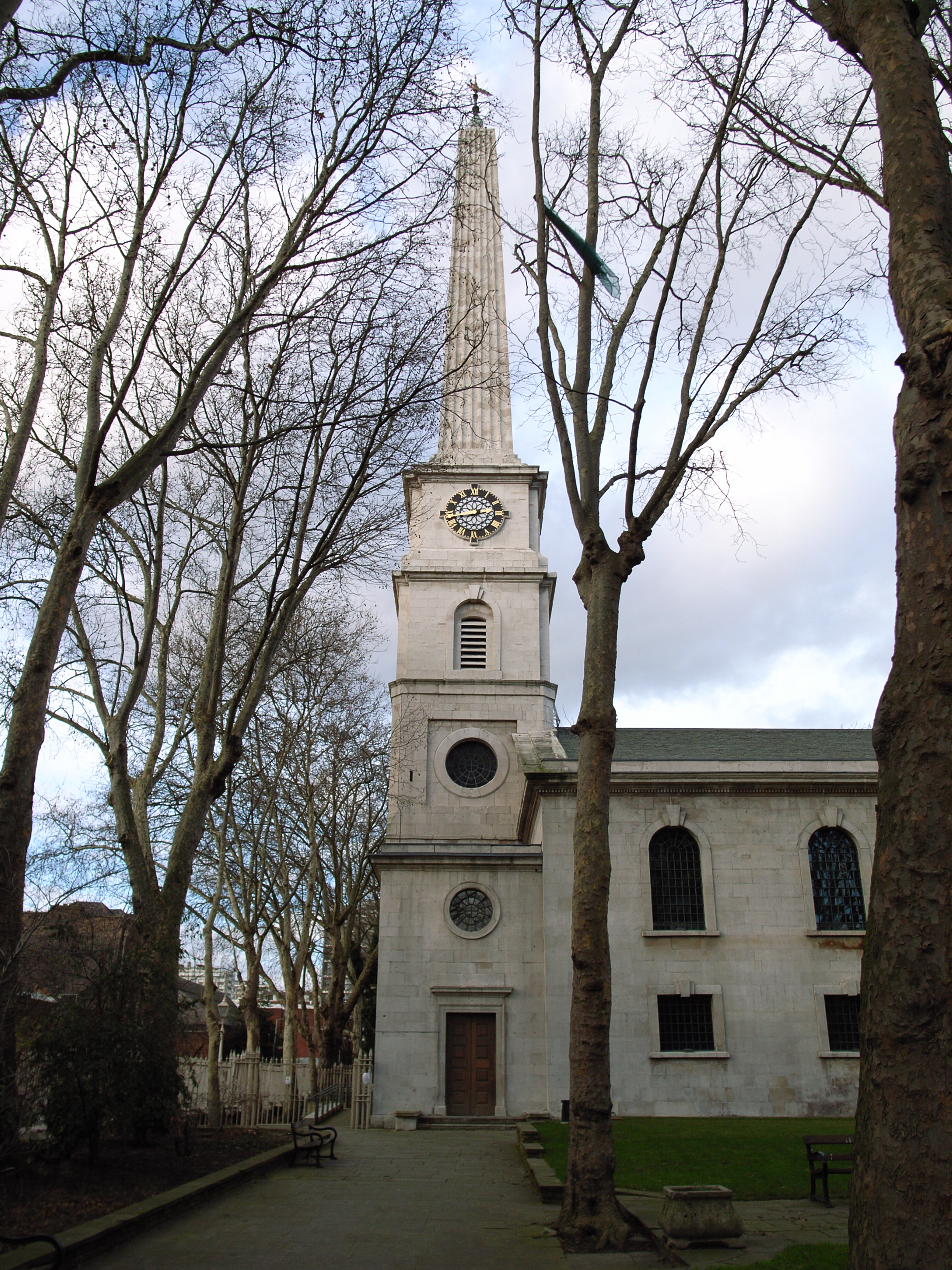
St. Luke's Old Street (1727–33), travail conjoint avec John James, tour réalisée par Hawksmoor.
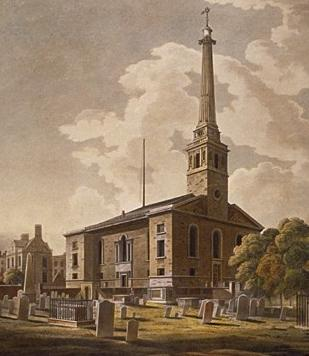
St. John's Horsleydown (1727–33), travail conjoint avec John James, tour réalisée par Hawksmoor, bombardée lors du London Blitz puis démolie.

## Bâtiments de jardin et monuments
Hawksmoor conçut également un certain nombre de structures pour les jardins du Château Howard:
- La pyramide (1728)
- Le mausolée (1729-1740) construit sur la même échelle que ses églises de Londres, il s'agit presque certainement du premier mausolée autoportant construit en Europe occidentale depuis la chute de l'Empire romain.
- La Porte de Carrmire (Carrmire Gate) (vers 1730)
- Le Temple de Vénus (1731-1735) démoli

Au palais de Blenheim, il conçut la porte de Woodstock (Woodstock Gate) (1723) sous la forme d'un arc de triomphe. Il conçut également l'obélisque sur la place du marché de Ripon, érigé en 1702 et mesurant 80 pieds de hauteur. Ce fut le premier obélisque à grande échelle érigé en Grande-Bretagne.

## Mort et nécrologie
Hawksmoor décéda le 25 mars 1736 d'une "goutte de l'estomac", dans sa maison à Millbank. Les vingt dernières années de sa vie, il avait souffert de problèmes de santé et avait souvent été confiné au lit, à peine capable de faire sa signature. Sa volonté était celle d'être enterré à l'église de Shenley. Désacralisée, sa pierre tombale qui se trouve désormais dans un jardin privé porte l'inscription suivante:
P M S
L
Hic J [ACET]
Nicholas Hawksmoor Armr
Architectus
obit vicesimo Quinto die [Martii]
Anno Domini 1736
Le seul enfant de Hawksmoor est une fille, Elizabeth, et c'est le second mari de cette dernière, Nathaniel Blackerby, qui a écrit la nécrologie de son beau-père.
Sa nécrologie parait dans le Read's Weekly Journal, no. 603. 27 mars 1736.
« Jeudi matin est mort, dans cette maison de Mill-Bank, Westminster, à un âge très avancé, le savant et ingénieux Nicholas Hawksmoor, Esq, un des plus grands architectes que ce siècle ou le précédent ait produit. Son talent précoce et son génie pour cette noble science l'ont recommandé, à l'âge de 18 ans environ, à la faveur et à l'estime de son grand maître et prédécesseur, Sir Christopher Wren, sous les ordres duquel, toute sa vie, puis seul depuis sa mort, il s'est intéressé à l'érection de plus de bâtiments publics que n'importe quelle vie, au moins parmi les plus modernes, peut se vanter. Sous le règne de Charles II, il a été employé par Sir Christopher Wren, pour la réalisation des imposants bâtiments de Winchester; comme c'était le cas pour toutes les autres structures, palaces & c, érigés par ce grand homme, sous les ordres duquel il a aidé, dès le début [factuellement faux, Hawksmoor avait alors 14 ans] à la finition de ce grand et noble édifice qui est la cathédrale de Saint-Paul, et de toutes les églises reconstruites après l'incendie de Londres. Lors de la construction du Chelsea College, il était vice-expert et responsable des travaux, sous les ordres de Sir Christopher Wren. Au Greenwich Hospital, il fut, dès le début jusqu'à peu de temps avant sa mort, responsable des travaux. Sous les règnes du roi Guillaume et de la reine Anne, il fut responsable des travaux de leurs Majestés à Kensington et à Whitehall, à St. James et à Westminster. Sous le règne du roi George I, il fut le premier expert de toutes les nouvelles églises, et expert de l'abbaye de Westminster, après la mort de Sir Christopher Wren. Il s'est principalement impliqué dans la conception et la construction d'un grand nombre de magnifiques maisons destinées à des nobles (Nobleman's House), et en particulier (avec Sir John Vanbrugh) celles de Blenheim et de Château-Howard, et c'est sur cette dernière qu'il était à sa mort, continuant avec un mausolée dans un style élégant et grandiose, pour ne pas en mentionner de nombreuses autres: mais l'une de ces réalisations les plus surprenantes fut la réparation du Beverley Minster, où le mur de pierre sur le côté nord était décalé de près de trois pieds de la perpendiculaire et qu'il remit droit d'un coup grâce à une machine de son invention. En bref, ses nombreux travaux publics effectués à Oxford, parfaits au cours de sa vie, ainsi que la conception et le modèle de la Bibliothèque du Dr Ratcliff (Dr. Radcliffe's Library) qui s'y trouve, sa conception d'une nouvelle maison du Parlement (Parliament-House), d'après l'idée de Sir Christopher Wren; et, pour ne pas en citer davantage, sa noble conception pour réparer le côté ouest de l'abbaye de Westminster, seront tous des monuments révélant sa grande capacité, sa fantaisie inépuisable, et son solide jugement. Il était parfaitement qualifié dans l'histoire de l'architecture, et pouvait faire des récits exacts de tous les bâtiments célèbres, tant anciens que modernes, dans chaque coin du monde, des récits auxquels son excellente mémoire, qu'il a eu jusqu'au bout, contribuait grandement. L'architecture n'était pas la seule science qu'il maîtrisait. Il a été élevé comme un érudit et connaissait aussi bien les langues savantes que les langues modernes. Il s'agissait d'un très habile mathématicien, géographe, et géomètre; et en dessin, qu'il a pratiqué jusqu'à la fin, bien que grandement affligé par le chiragra, peu nombreux sont ceux qui l'ont excellé. Dans sa vie privée, il était un mari tendre, un père aimant, un ami sincère et un compagnon des plus agréables; pas même les crises de goutte les plus poignantes, qu'il subit au travail pendant de nombreuses années, ne sont venues troubler ou déranger son humeur égale. Et comme sa mémoire doit toujours être chère dans son pays, la perte d'un si grand et précieux homme a été ressentie d'une manière sensible et tout à fait particulière par ceux qui ont eu le plaisir de le côtoyer personnellement, et qui ont apprécié le bonheur de ses conversations. »
À sa mort, il laisse une veuve, à qui il a légué tous les biens qu'il possède à Westminster, Highgate, Shenley, et à East Drayton, et qui épouse plus tard William Theaker; le petit-fils de ce second mariage finit par hériter des propriétés de Hawksmoor près de Drayton après la mort de la veuve de l'architecte.

## Galerie des œuvres architecturales

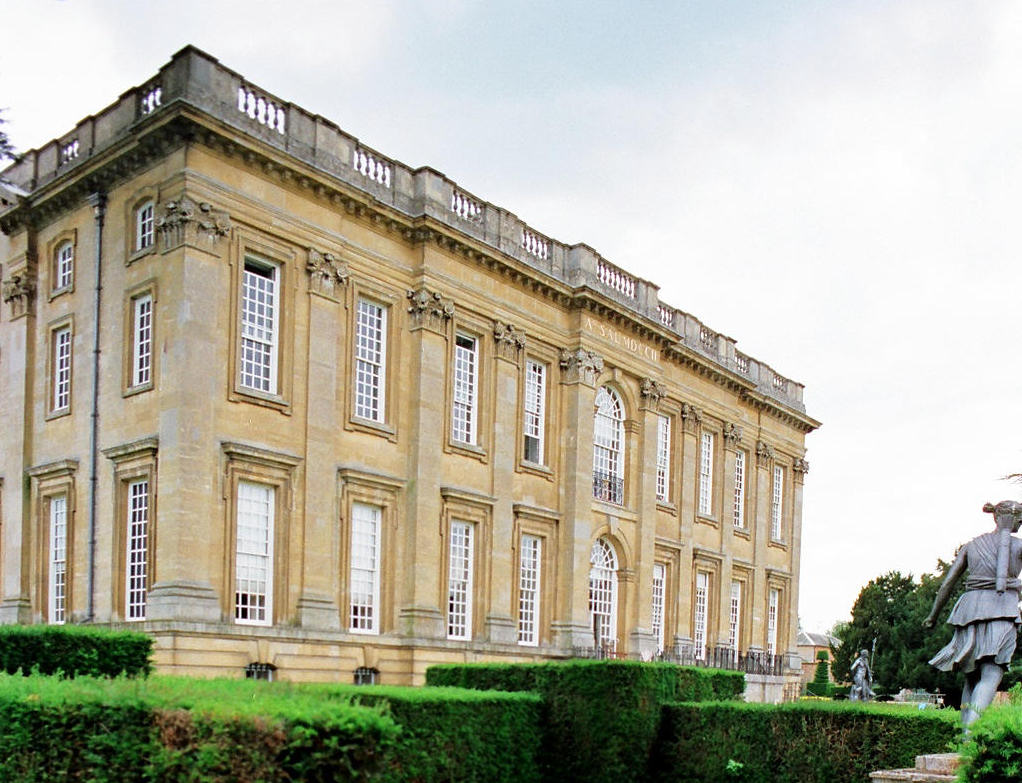
Easton Neston House (c.1695–1710).
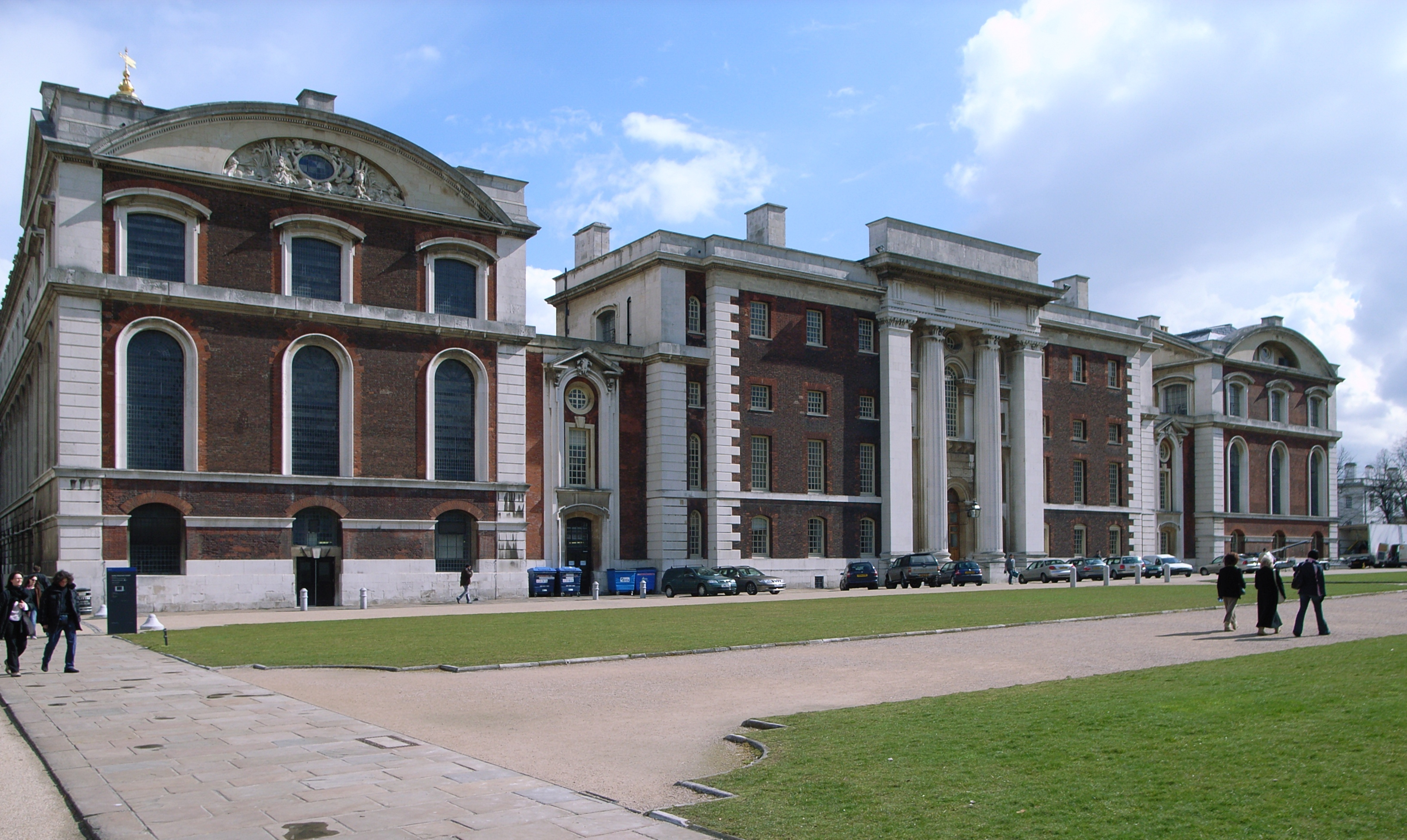
King William Block (1699–1702), Greenwich Hospital, façade orientée sud-est.
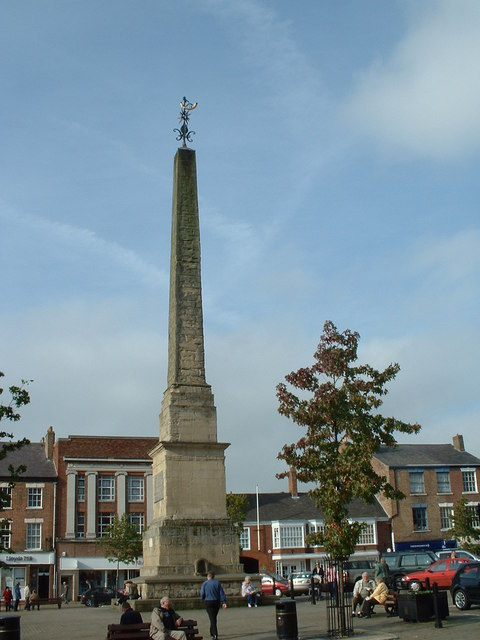
L'obélisque (1702), Ripon, Yorkshire.
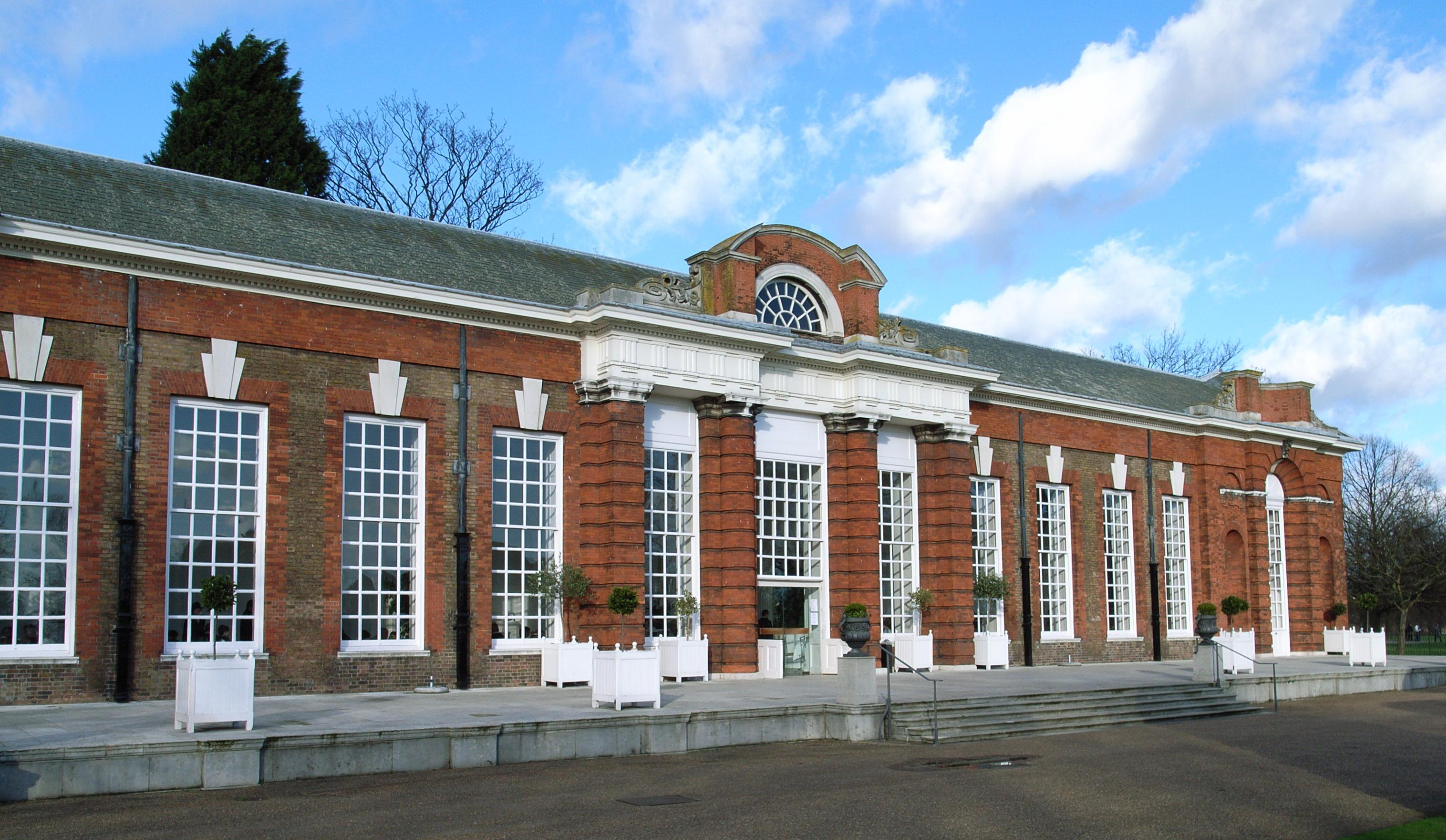
Orangerie du palais de Kensington, (1704–05), vue du sud-ouest.
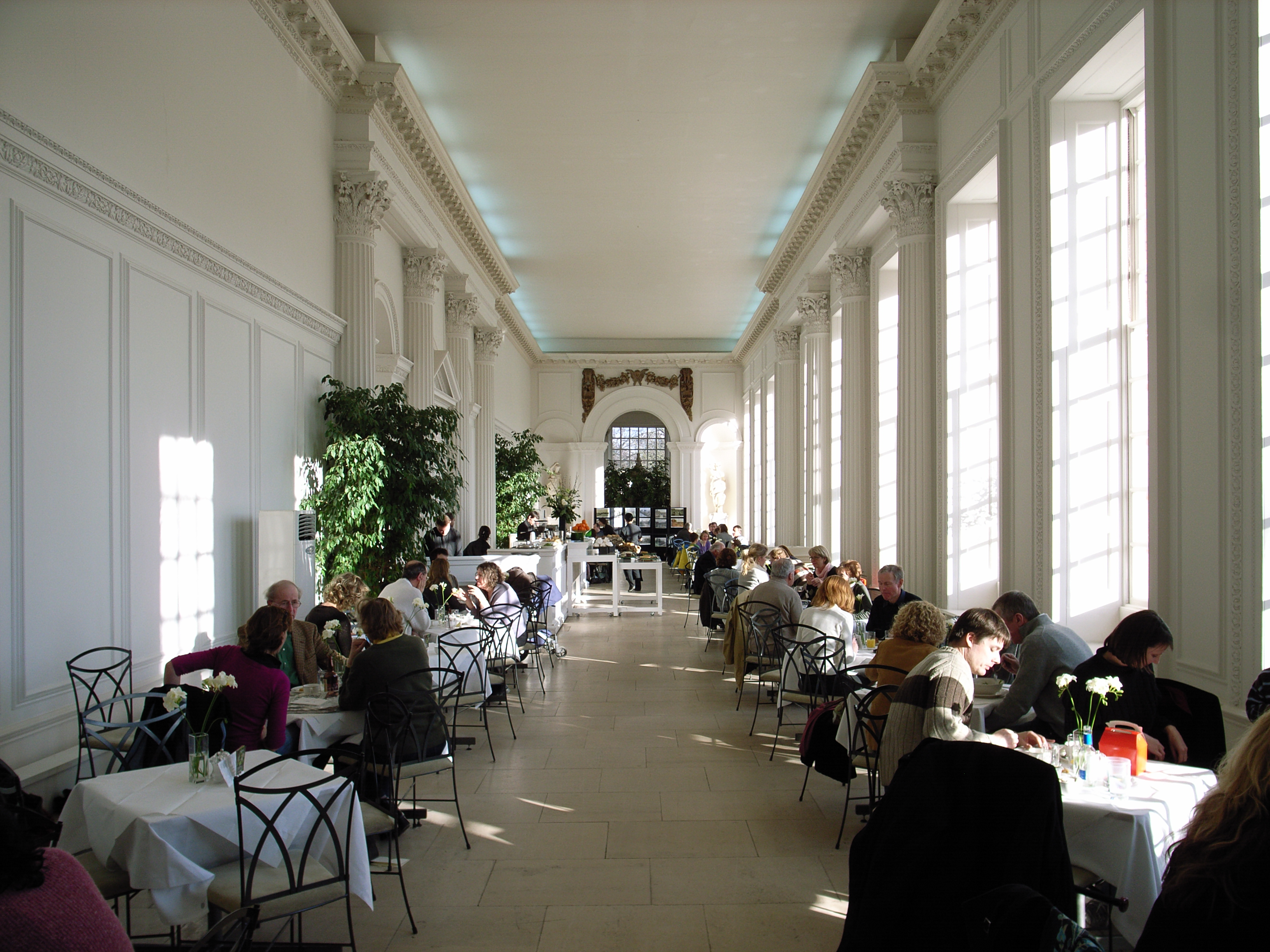
Orangerie du palais de Kensington (1704–05), intérieur tourné vers l'est.
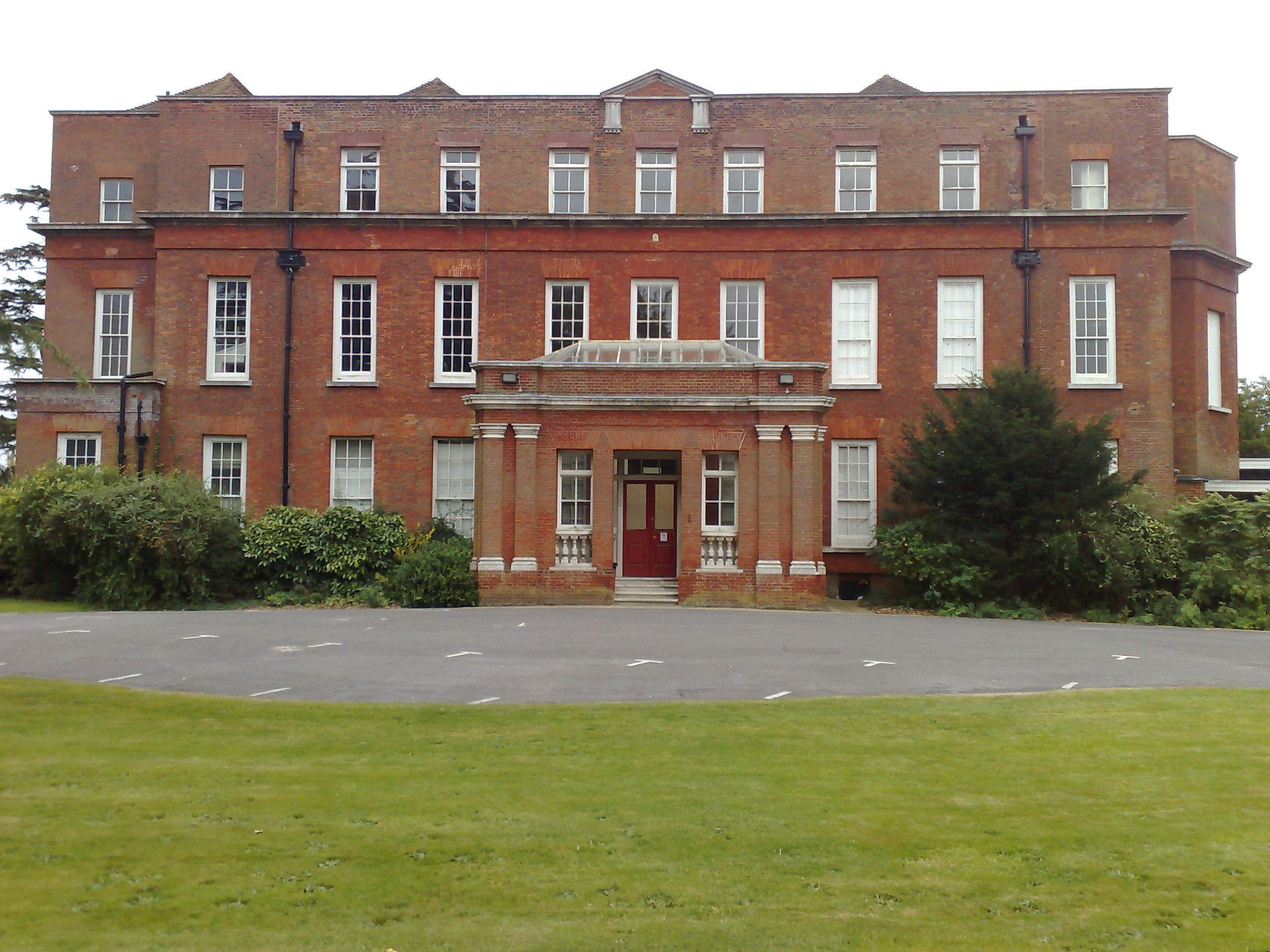
South Stoneham House (1708), Southampton, vue du nord.
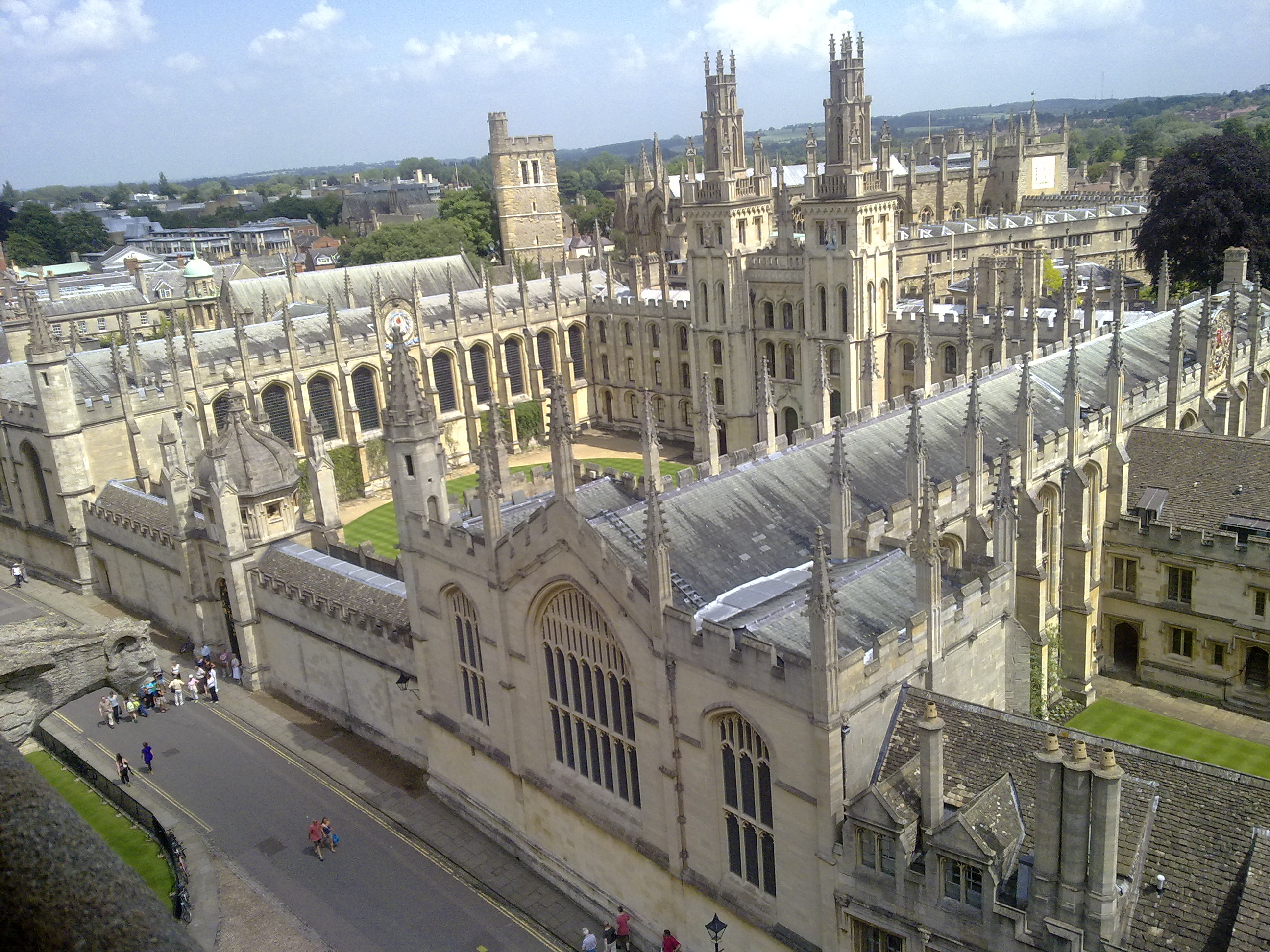
All Souls College (1716–34), Oxford, vue du sud-ouest.
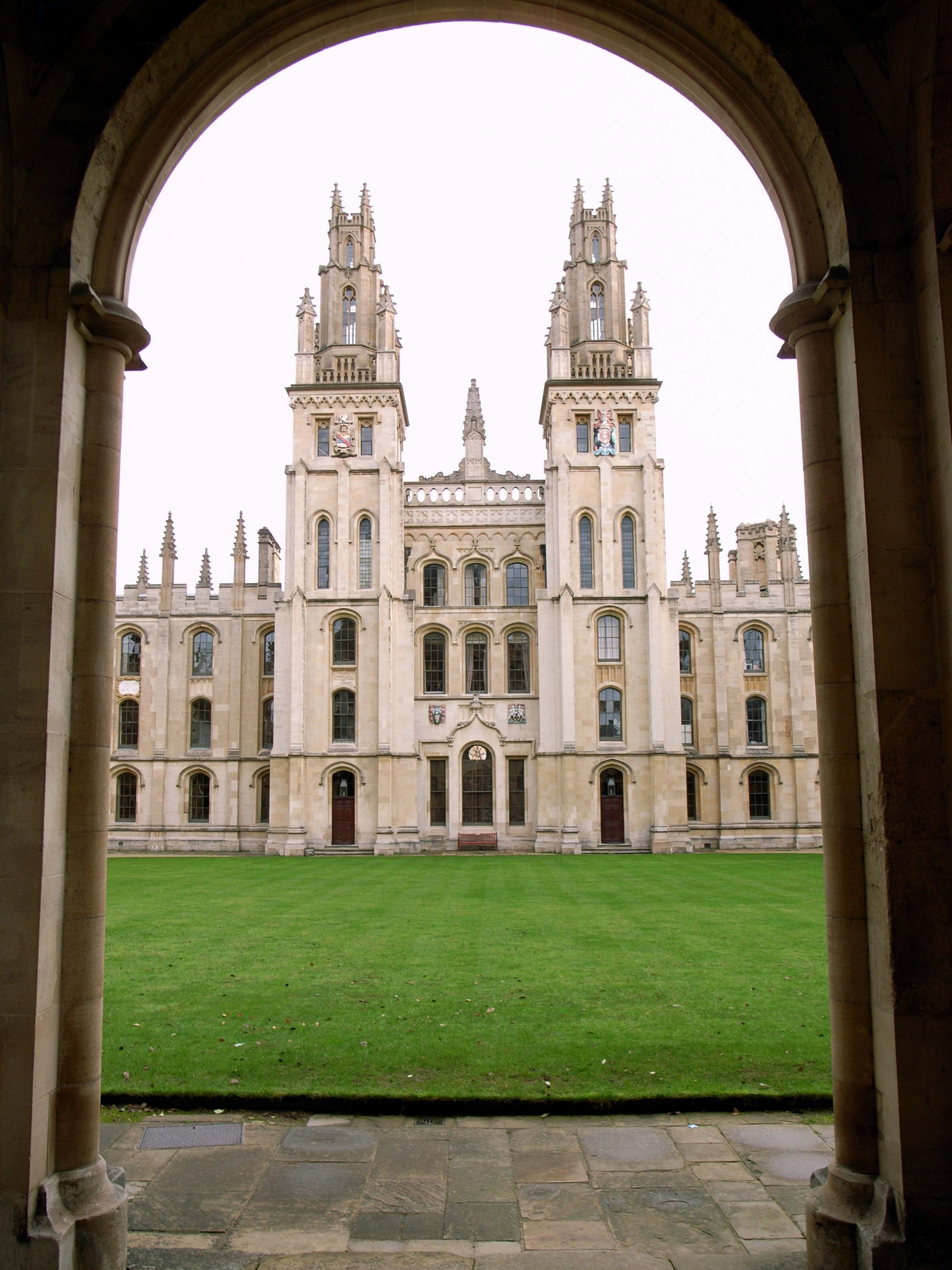
All Souls College (1716–34), Oxford , vue de la porte d'entrée tournée vers l'est.
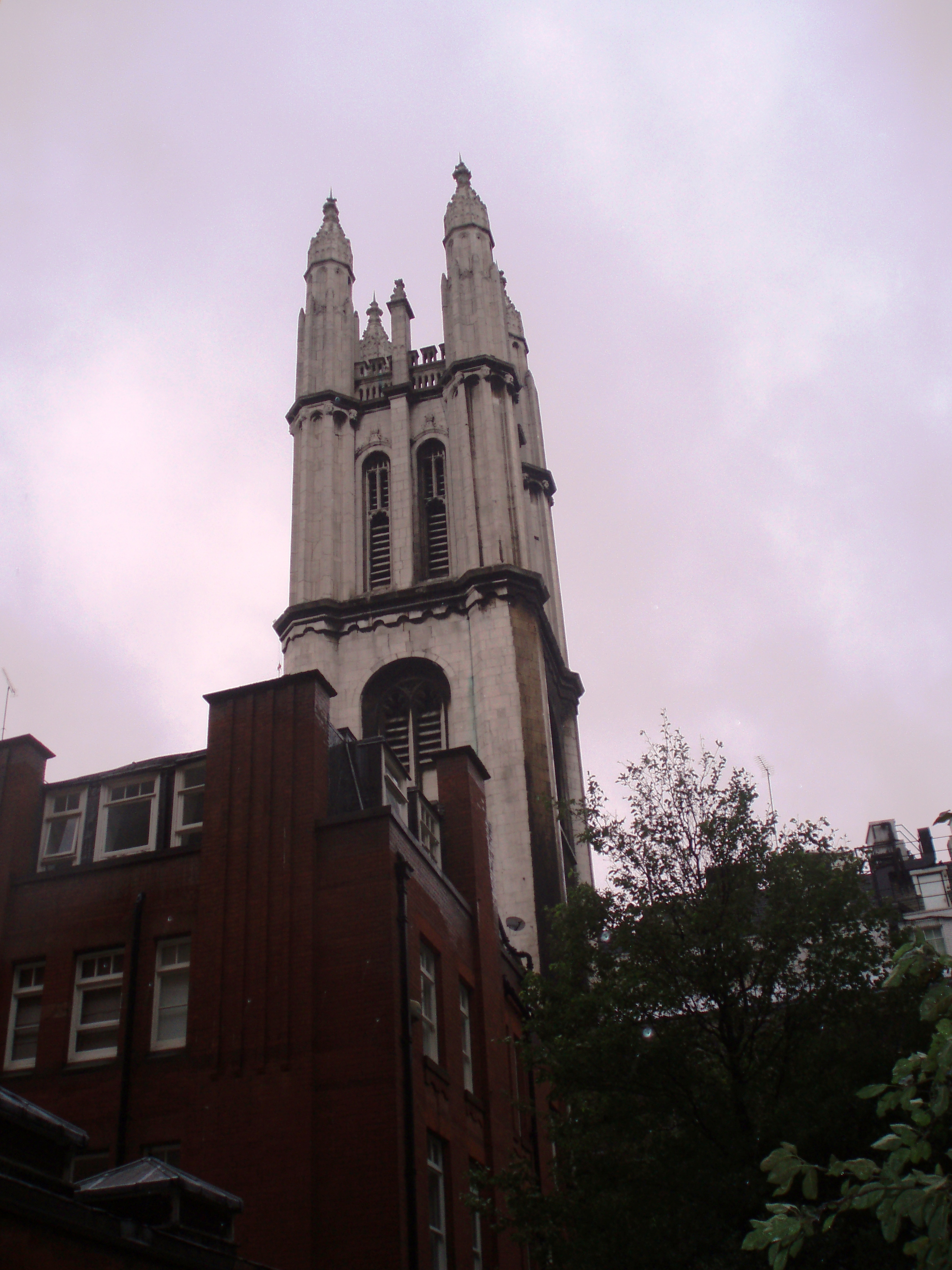
Tour (1718–24), St. Michael, Cornhill, London.
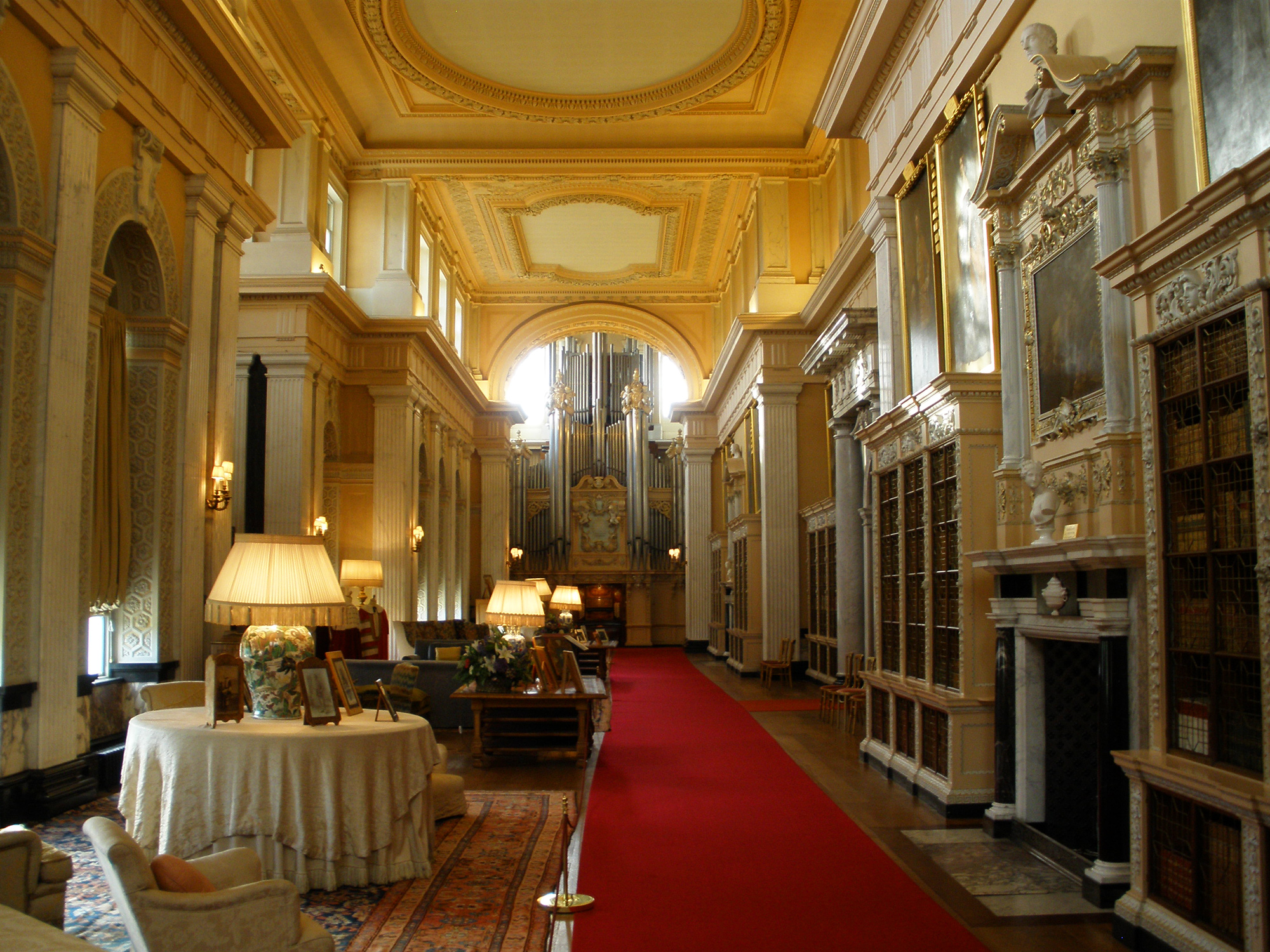
La librairie (The Long Library) (1722–25), Blenheim Palace.
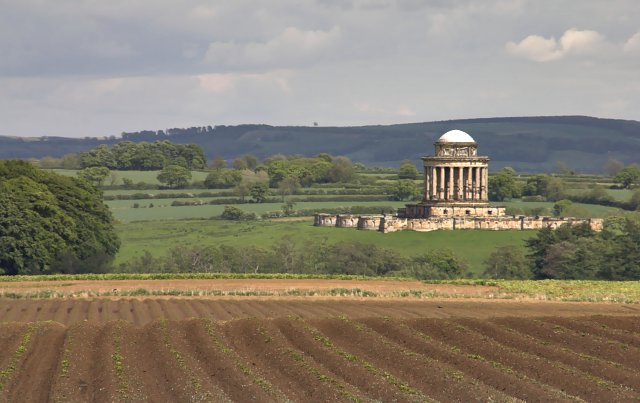
Le mausolée (1729–42), Castle Howard.
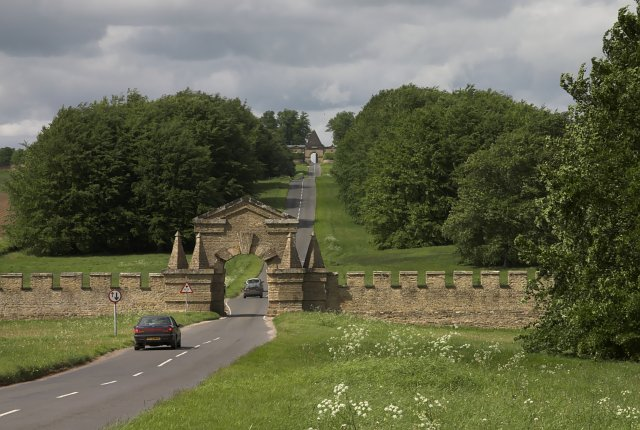
La porte Carrmire (The Carrmire gate) (c.1730), Castle Howard.
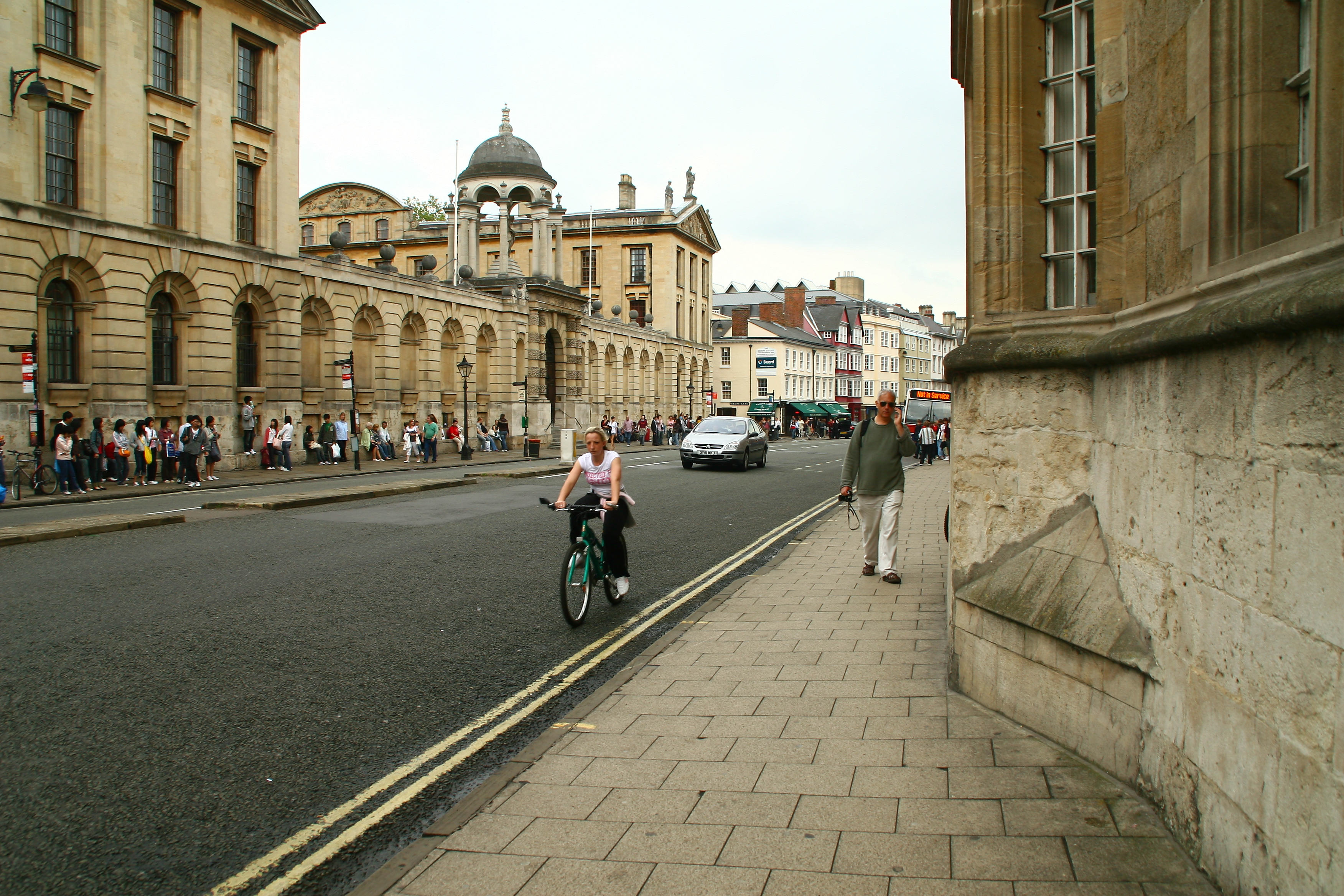
Queen's College Oxford (1733–36), porte d'entrée.

## Hawksmoor dans la littérature moderne
L'architecture d'Hawksmoor a influencé plusieurs poètes et auteurs du XXe siècle. Son église St Mary Woolnoth (en) est mentionnée dans le poème La Terre vaine (1922) de T. S. Eliot.
Algernon Stitch vivait dans une « superbe création de Nicholas Hawksmoor » à Londres dans le roman Sensation ! d'Evelyn Waugh (1938).
Hawksmoor est le sujet d'un poème de Iain Sinclair appelé « Nicholas Hawksmoor: Ses Églises » qui est paru dans la collection de poèmes de Sinclair Lud Heat (1975). Sinclair promut l'interprétation poétique du style singulier de la composition architecturale de l'architecte, soulignant que les églises de Hawksmoor formaient un modèle cohérent avec les formes caractéristiques du satanisme théiste, mais il n'existe aucune preuve documentaire permettant d'affirmer cela. Cette idée a cependant été embellie par Peter Ackroyd dans son roman Hawksmoor (en) (1985): le Hawksmoor historique est reconfiguré pour devenir le fictif adorateur du diable Nicholas Dyer, tandis que le Hawksmoor éponyme est un détective du XXe siècle chargé d'enquêter sur une série de meurtres perpétrés dans les églises de Dyer (de Hawksmoor).
Les idées de Sinclair et celles d'Ackroyd ont à leur tour été développées par Alan Moore et Eddie Campbell dans leur roman graphique, From Hell, qui spéculait que Jack l'Éventreur utilisait les bâtiments de Hawksmoor dans le cadre de la magie rituelle (en), ses victimes étant considérées comme un sacrifice humain. Dans l'annexe, Moore a révélé qu'il avait rencontré et parlé avec Sinclair à de nombreuses reprises, tout en développant les idées de base de l'ouvrage. La discussion inclut l'idée que les emplacements des églises forment un pentagramme ayant une signification rituelle.
Hawksmoor est mentionné dans The History Boys d'Alan Bennett, p. 82, où Akthar est interrogé par Mme Lintott au sujet de son intérêt pour l'architecture.

## Mémoriaux
Il existe une école à Towcester, dans le Northamptonshire, nommée Nicholas Hawksmoor Primary School (École primaire Nicholas Hawksmoor) en honneur de l'architecte.